# Mouloudia Club d'Oran (football)
Cet article concerne la section football du Mouloudia Club d'Oran. Pour les autres sections, voir MC Oran (homonymie).
Maillots
Actualités
Le Mouloudia Club d'Oran (en arabe : نادي مولودية وهران), plus couramment abrégé en Mouloudia d'Oran ou simplement MC Oran, est un club de football algérien fondé officiellement le 1er janvier 1917 à Oran. Il évolue dans le Stade Miloud-Hadefi d'une capacité de plus de 40 000 places. Ses couleurs sont le blanc et le rouge.
Le club est l'un des plus titrés en Algérie, il détient le record du plus grand nombre de saisons en Division 1 (avec le CR Belouizdad). Le MC Oran compte quatre titres de champions d'Algérie et neuf deuxième place. Il remporte à quatre reprises la Coupe d'Algérie et en a été deux fois finaliste.
Au niveau international, le Mouloudia d'Oran est le seul club algérien à avoir gagné la Coupe arabe des vainqueurs de coupe et la Supercoupe arabe. Il a aussi été finaliste de la Ligue des champions de la CAF en 1989.

## Histoire

### Naissance du premier Mouloudia en Algérie (1917-1945)

#### Le Mouloudia Club Musulman Oranais (1917-1924)
Le premier club musulman de la ville d'Oran voit le jour le 24 décembre 1916
,,,, sous le nom du Mouloudia Club Musulman Oranais (MCM Oran) dans une ville de football où plusieurs grands clubs coloniaux sont déjà en place comme le Club des Joyeusetés d'Oran, le Club athlétique liberté d'Oran, le FC Oran, le Gallia Club d'Oran, l'AS Marine d'Oran et bien d'autres. Le MCM Oran est fondé grâce à des oranais qui allaient entré dans l'histoire du sport oranais dont parmi eux, Abdelkader Bendouba (président du club et responsable de la section sport), Bouamrane Bendouba (vice-président et responsable de la section musique), Mohamed El Nemri, Lahouari Orfi (1er capitaine et qui seras l'un des premiers arbitres fédéraux de la Fédération française de football (FFF)) et l'entraineur Kader.
Le club est déclaré le 1er janvier 1917 à la préfecture d'Oran à l'adresse de sa création au local du terrain du Champ des Manœuvres à Médina Jdida, mais cette déclaration ne prend effet que deux ans après, le 4 décembre 1919 le club est déclaré officiellement par Lahouari Orfi à l'adresse du 19 boulevard du Sud à Médina Jdida car la première adresse n'était pas conforme selon la législation française.
Le MCM Oran est aussi et surtout le premier club sportif en Algérie et en Afrique du Nord à avoir porté le nom du Mouloudia. Cette nomination est à l'origine de sa date de déclaration qui coïncidait avec quelques jours de la veille de la fête musulmane du Mawlid (célébration de la naissance du prophète Mahomet), sachant que la date du 1er janvier 1917 correspondait au troisième jour avant le 11 Rabia al awal 1335 selon le calendrier hégirien c'est-à-dire la veille de la célébration de la naissance du prophète qui est né le 12 Rabia al awal. Le nom du club est aussi inspiré d'une association de bienfaisance fondé en 1840 et déclarée le 3 juin 1910 à Mascara au nom du El-Mouloudia de Bab-Ali de Mascara,,.

#### Fusion avec le Rachidia Club Oranais (1918-1919)
Le Rachidia Club Oranais est le deuxième club musulman créé à Oran après le Mouloudia Club Musulman Oranais, il entame sa première saison après sa création en championnat d'Oranie de 1918-1919, c'est la seule saison qu'il dispute car le 19 mars 1919 lors de la réunion du Comité Régional d'Oranie, le Mouloudia Oranais déclare sa fusion avec le Rachidia, le Mouloudia Club Musulman Oranais conserve son nom.

#### Le Hamidia Club Musulman Oranais (1921-1924)
Le 13 avril 1921 est déclaré un troisième club musulman représentant la ville d'Oran, il s'agit du Hamidia Club Musulman Oranais (HCM Oran) qui est fondé à la rue des Puits à Lamur (actuellement El Hamri). Parmi ses fondateurs, Bloufa Mazari, le trésorier général du club et Ali Bentouti qui fut son premier capitaine d'équipe.

#### La fusion en Mouloudia Hamidia Club Musulman Oranais (1924-1931)
Lors de la saison 1923-1924, les deux équipes se retrouvent dans le même championnat du District A géré par la Fédération française de football. Lors de cette saison les deux équipes se rencontrent au stade du Champ des Manœuvres, le score se solde par un but à zéro en faveur du Mouloudia, le joueur Lakdjaa marque le but victorieux à la 85 minute. À la suite de cela des émeutes éclatent entre les supporters, les joueurs et les dirigeants des deux clubs. La Ligue d'Oran suspend ces derniers et menace de les exclure définitivement du championnat. À la suite de cela, l'imam et professeur, le cheikh Si-Tayeb El-Mehadji intervient et réconcilie les deux clans et propose la fusion des deux clubs.
Le 14 mai 1924, les membres du Mouloudia et du Hamidia se réunissent et décident de fusionner leurs deux clubs. Le 22 octobre 1924, le MCM Oran fusionne avec le HCM Oran pour créer le Mouloudia Hamidia Club Musulman Oranais (MHCM Oran), il est officiellement déclaré à la préfecture d'Oran à l'adresse du 43 rue de Relizane à Cholet. Parmi les membres qui ont fait aboutir cette fusion, sont les mêmes qui ont fondé les clubs fusionnés, Lahouari Orfi, Mohamed El Nemri, Ali Bentouti, Bloufa Mazari et Kaida Halima qui fut nommée présidente d'honneur.
Durant cette déclaration, le club fut reconnu officiellement comme étant créé le 1er janvier 1917.

#### Le renommage en Mouloudia Club Oranais (1931-1939)
Le 3 décembre 1931, lors de l'assemblée extraordinaire qui a eu lieu au siège du club, les dirigeants du MHCM Oran avec à leurs tête le président Abdelkader Bendouba sont contraints de retirer la mention « Musulmane » par ordre de la Fédération française de football. Ils décident par la même occasion de supprimer le mot Hamidia. Le club prend de ce fait le nom de Mouloudia Club Oranais (MC Oran).

#### Le gèle des activités sportives et culturelles (1939-1945)
En 1939, avec le début de la Seconde Guerre mondiale, les autorités coloniales par le biais de la Fédération française de football ordonnent l'arrêt de toutes les compétitions sportives. Lorsque la France déclara la guerre à l'Allemagne Nazie le 3 septembre 1939, la mobilisation générale fut décrétée. En métropole aussi bien que dans les territoires d'outre-mer, et en Afrique française du Nord, les compétitions footballistiques et sportives telles que le championnat d'Afrique du Nord ou la coupe d'Afrique du Nord ainsi que les autres compétitions régionales organisées par chacune des ligues nord-africaines de football s'arrêtèrent. À la suite de tout cela, le Mouloudia Club Musulman Oranais décida de geler toutes ces activités sportives et culturelles, jusqu'à l'arrêt de la guerre en 1945.

### Formation et retour du MC Oran en compétitions (1946-1956)

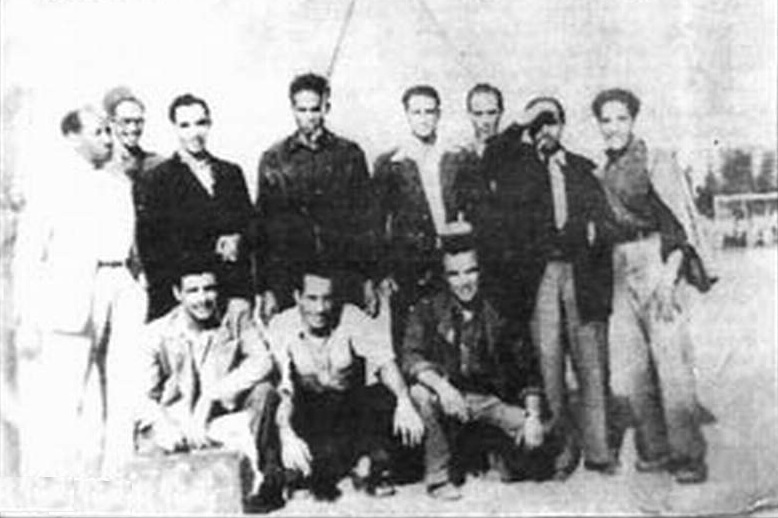
Le comité formateur du Mouloudia Club Oranais en 1946.
Debout de G à D : Abouna Omar – Hadj Belkacem – Mohamed Doubali – Kada Fali – Zouine Refsi – Saïd – Miloud Bendraou – Mohamed Bessol.
Assis de G à D : Boutaleb – Saïd – Bensenouci.

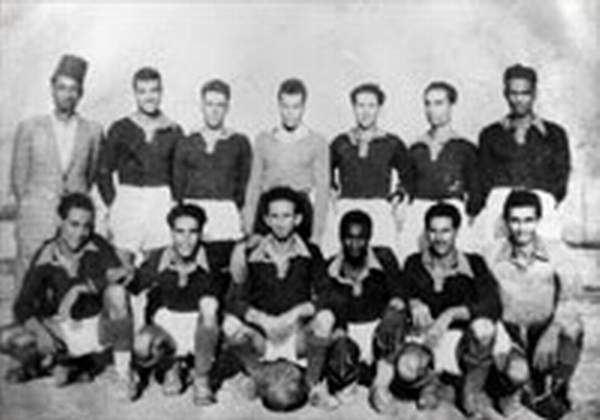
Mouloudia Club Oranais 1946.
Debout de G à D : O. Abouna – Touha – Mokhfi – Zerfaoui – Djabeur – Doubali – Fali.
Assis de G à D : Gallia – Bessol – Fouatih – Salem – Refsi – Benahmed.

À la fin de la Seconde Guerre mondiale en 1945, quelques mois après, dans l'année qui suit, en 1946, les activistes nationalistes dont la plupart étaient les anciens dirigeants ou anciens joueurs du Mouloudia Club Musulman Oranais décident de former à nouveau le club sous l'appellation du Mouloudia Club Oranais au 19 rue El-Rouaz à Lamur (actuellement El Hamri) à Oran. L'idée vient d'abord grâce notamment à Mohamed Bessol (24 ans, qui sera joueur, entraîneur et secrétaire général du club jusqu'en 1967) ainsi qu'à Ali Bentouti. Cette idée aboutit à la formation à nouveau du club, notamment avec l'aide d'Abouna Omar Ben Daoud. Le Mouloudia Club Oranais est formé le 14 mai 1946,,,. Les autres membres formateurs sont Mohamed Serradj, Ali Tounsi, sans oublier Bloufa Benhadada, Mahmoud Benahmed, Miloud Bendraou, Miloud Cherigui, Kada Fali et bien d'autres.
Le Cheïkh Saïd Zemouchi, représentant de Si Tayeb El Mehadji (imam, écrivain et membre de l'Association des oulémas musulmans algériens, dirigée par Cheikh Abdelhamid Ben Badis) apporte lors du jour de la création, sa bénédiction à ce club et à cette initiative.
L'objectif de la création du club est d'incarner le militantisme national algérien, dans le domaine du football, dans le cadre du mouvement national pour l'indépendance pour s'opposer au Stade Lamurien, un club composé en majorité d'Européens.
Le nom du (Mouloudia) dérive du nom de Mawlid : fête musulmane (naissance du prophète de l'Islam Mahomet). Une question se posa sur l'ajout au nom du Mouloudia Club, du nom « El Hamri » ou « Oran » : c'est le nom Oran qui est choisi, jugeant que c'est la continuité du précédent nom du MCM Oran et aussi voyant le MCO comme un porte drapeau de toute la ville d'Oran.
Le choix des couleurs rouge et blanc représentait le drapeau guerrier du prophète Mahomet. La couleur blanche à elle seule est la couleur aimée et portée par le Prophète. Quant au rouge, il est également prisé par le Prophète. Il symbolise la vie et c’est une couleur qui revient dans les usages vestimentaires et la décoration.
Le Mouloudia Club Oranais commence sa première compétition durant la saison 1946-1947 en troisième division du championnat régional de la Ligue d'Oran (3F/O) comme le règlement de la Fédération française de football l'indique. Le parcours du club de 1946 à 1956 demeure partiellement inconnu jusqu'à présent.
En 1947, la première assemblée élective du 1er Bureau avec le 1er Pdt d’Honneur Dr Sekkal, le 1er Pdt Actif Abouna Omar Ben Daoud, son 1er secrétaire général Mohamed Bessol, et son 1er entraîneur Lahouari Sebaâ et son adjoint Mahmoud Lazzouli 
En février 1947, la 1re Rencontre vs USM Oran au Tournoi du Stade Delmonte avec la JS Saint Eugène et le SO Courbet.
En 1948, le 1er match (0-3) vs les « légionnaires » du SC Bel-Abbès en tour préliminaire régional de Coupe d’Afrique du Nord.
En mai 1948, le premier tournoi de la Coupe des mandataires des Halles avec une finale MCO contre FC Oran (futur Champion AFN 48).
En septembre 1948, la première rencontre amicale du MCO contre l'AS Marsa au Tournoi de l’Amitié avec l'USM Oran et le SLS Oran.
En 1954, la première accession parmi l’élite de la Promotion d’Honneur (voir parcours sur l’Historique de 49 à 56).
En 1955, l'élimination de la Coupe AFN au dernier tour régional par l'USSC Témouchent (2-1) club des colons viticulteurs d'Aïn Témouchent et Rio Salado. Le MCO est éliminé en mort subite à la 122e minute, après avoir vaincu au tour précédent les pensionnaires Mascaréens de la DH (AGS Mascara 1-0).

### Le retrait du MC Oran des compétitions sportives (1956-1962)
En 13 mai 1956, le MCO boycotte avec toutes les associations algériennes des compétitions officielles des 3 ligues régionales. Sabordage du Mouloudia Club Oranais : le 16 mai 1956, celui-ci arrête ses activités répondant à la demande du FLN.
En 1958-1960 : participations aux tournois du « Nidam » organisé par le FLN avec plusieurs équipes de Lamur (Étoile, Place Thiers, LAC, etc.).
Durant le gel des activités sportives prôné par le FLN entre 1956 et 1962, le MCO rentre en veilleuse jusqu'au recouvrement de l'indépendance en 1962. Plusieurs joueurs du Mouloudia Club Oranais sont morts durant la guerre d'indépendance, comme Benyoucef Fréha, H'Mida Fouatih, Lahouari Sebaâ et bien d'autres.

### L'ère post indépendance et retour aux compétitions (1962-1969)

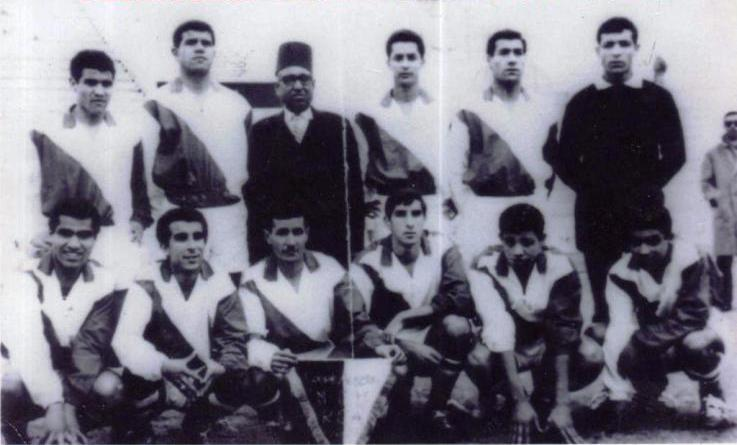
Le Mouloudia Club Oranais en 1963.

Dans l'Algérie indépendante, et avec la disparition des grands clubs des colons européens tels que le Club des Joyeusetés, CAL Oran, Gallia Club d'Oran, AS Marine d'Oran et la JS Saint Eugène, le Mouloudia Club Oranais est reconnu comme faisant partie du gotha du football Algérien au fil du temps et des années. Il aborde le premier critérium en 1962 sans un réel passé historique et avec un palmarès vierge, à l’opposé du grand USM Oran ou même de l’ASM Oran et le SCM Oran qui ont évolué au sein de l’élite de l’époque.
Le MC Oran va tirer sa force de sa base populaire importante, de par son implantation géographique située au cœur d’El Hamri et s’appuyant sur, non pas une poignée d’hommes, mais sur un groupe élargi de mécènes, dévoués et compétents. Le MCO allait entreprendre lentement la construction d'un club imposant dans le championnat national en moins d’une décennie.

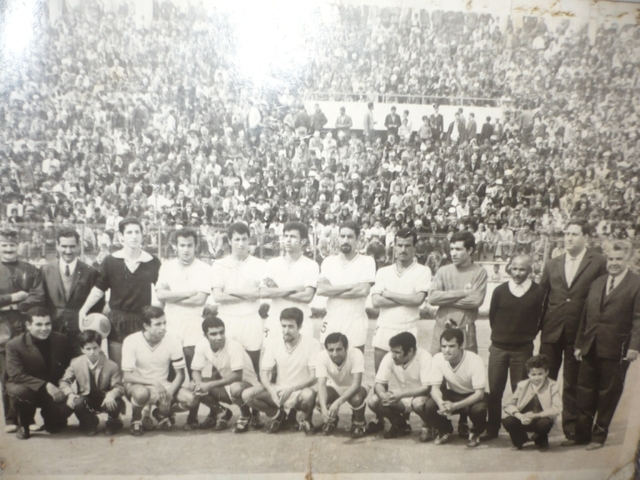
Le MC Oran, vice-champion d'Algérie en 1969.
Debout de G à D : Kara – Hadefi – Megueni – Bessak – Beddiar – Bouhadji – Larbi.
Assis de G à D : Freha – Nehari – Embarek – H'mida – Sabi – Krimo.

Son recrutement intelligent et de qualité lui permit de compter dans ses rangs de remarquables footballeurs tels Cheikh Ouaddah, Mohamed Chibani Bahi, Miloud Hadefi, Souilem Gnaoui, les frères Naïr, Abdelkader Freha, Karim Hamida, Bouabdellah Nehari, Hamid Belabbes, Bessol Ahmed (premier international junior du club), Krimo, Ali Embarek, Abdelmadjid Belgot, Larbi Mahnane et le légendaire Benaouda Boudjellal « Tchengo » revêtirent la casaque rouge. Le public suivait évidemment et cette popularité vite acquise incita les dirigeants à faire bâtir un grand club. Pour ce faire, il se dota d’un cercle flambant neuf majestueux, le fameux San Remo qui aura un impact important sur le futur grand MCO, car à partir de cet instant le MCO attira de plus en plus d'investisseurs fortunés pour la plupart qui allaient travailler dans la plus grande harmonie avec les pionniers qui mettront leur temps leur énergie et leur savoir au service du club.
Le championnat de l'Algérie indépendante verra le Mouloudia d'Oran qualifié au tournoi final pour les deux premières saisons 1962-1963 et 1963-1964 qui étaient composé de trois groupes (Alger, Oran et Constantine). Il termine deuxième du groupe d'Oran dans les deux saisons, une place malheureusement non qualificative pour les demi-finales, mais cette place lui vaudra déjà un statut d'un club à craindre car les résultats n’allaient pas tarder à se profiler, même si à l’époque le MCO était affectueusement surnommé le Bordeaux du football algérien parce qu’il jouait souvent les premiers rôles mais n’était pas pour autant le premier. Il est notamment vice-champion deux fois consécutivement, en 1967-1968 et 1968-1969 avec Abdelkader Freha meilleur buteur dans les deux saisons, et est privé d’une Coupe qui lui tendait les bras en 1965-1966 face à une grande équipe, le CR Belcourt appelée « Grand Chabab » nommée plus tard CR Belouizdad qui dominait le football Algérien dans les années 1960.

### La confirmation (1970-1977)

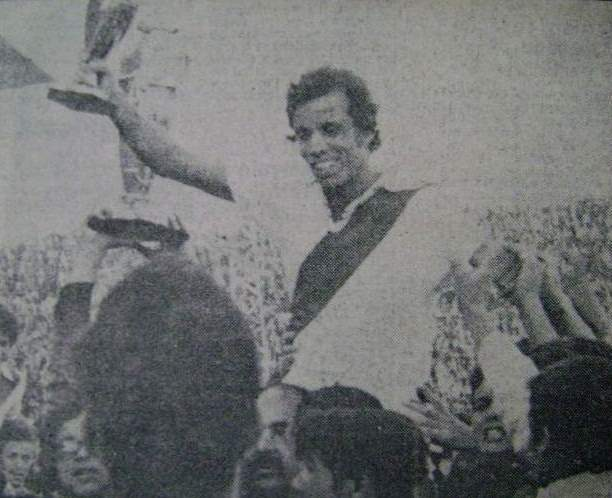
Abdelkader Fréha, champion d'Algérie avec le MC Oran en 1971.

Avec le Président Seddiki Baghdadi et des joueurs ayant plus d’expérience comme Abdelkader Fréha, Abdellah Kechra, Lahouari Beddiar ou Miloud Hadefi, le Mouloudia Club Oranais va ramener pour la saison 1970-1971, le célèbre ancien gardien de but international portugais des années 1950 et actuellement célèbre entraineur M. Carlos António Gomes qui dira une phrase qui restera célèbre dans les annales du football national « Donnez-moi le MCO et Fréha et je serai champion d'Algérie ». Chose qui va être faite puisque le MCO gagnera son premier titre de son histoire, le titre suprême de champion d'Algérie pour la saison 1970-1971. Abdelkader Freha et Noureddine Hammel dit Mehdi termineront meilleurs buteurs chacun cette année-là et le club terminera avec la meilleure attaque du championnat, une domination totale pour cette saison.

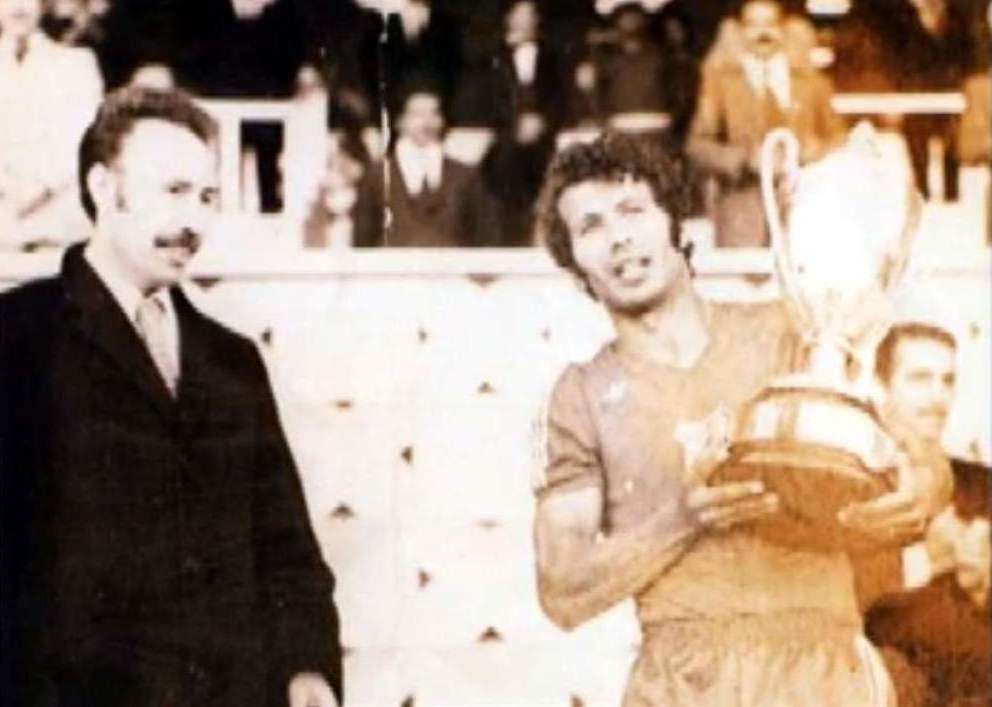
Abdellah Kechra, vainqueur de la coupe d'Algérie avec le MC Oran en 1975.

En 1971, et dans le cadre de l'arabisation des sigles décidé par le Ministère de la Jeunesse et des Sports, le MC Oran change de nom et devient Mouloudia Chaâbia Ouahrania. Cette nomination prendra fin lors de la réforme sportive en 1977 où le club se nommera Mouloudia Pétroliers d'Oran (MPO).

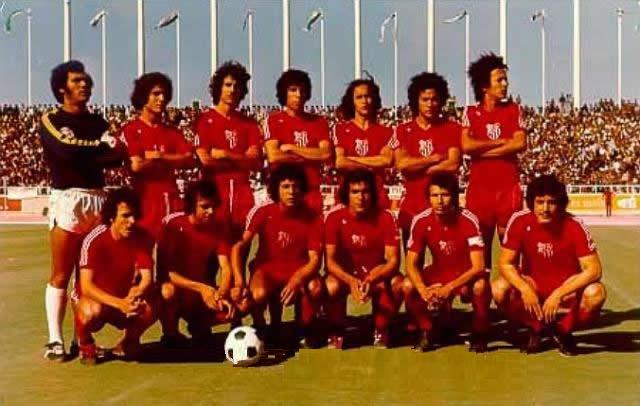
Le MC Oran, vainqueur de la Coupe d'Algérie en 1975.
Debout de G à D : Ounes – Chargui – L. Chaib – Djelli – S. Medjahed – Hadefi – A. Belgot.
Assis de G à D : H. Chaib – Freha – Belkedrouci – Mehdi – Kechra – Yahiaoui.

Quatre années plus tard après avoir décroché le premier titre de champion d'Algérie en 1971, le MC Oran remporte haut la main sa première Coupe d'Algérie, en 1975 en battant en finale le MO Constantine le 19 juin à Alger au Stade du 5 juillet 1962 devant 70 000 spectateurs, il élimine dans les tours précédents de grandes équipes comme le grand MC Alger en quart de finale, ou la légendaire équipe de Hamra Annaba en demi finale. Le MC Oran termine la compétition avec la meilleure attaque de l'histoire de la compétition de l'époque dans une saison.

### La reforme sportive et l'ère du grand MP Oran (1977-1989)

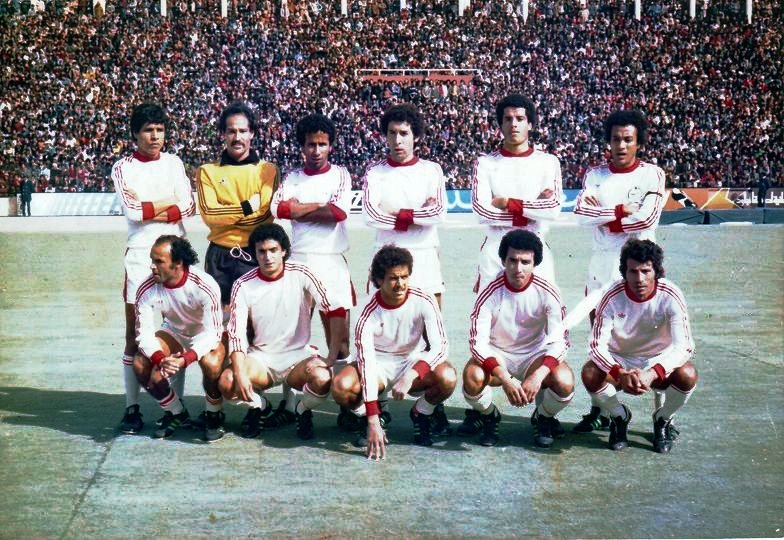
Le MP Oran lors de la saison 1978-1979
De Gauche à Droite :
Debout : Benmimoun - Sebaa - Baroudi - Benmahi - Bentis - Hadefi
Assis : B. Chaïb - Bensaoula - Belloumi - Benkadda - Kechra

L'année 1977, une réforme sportive nationale est appliquée dans tout le pays, les clubs sportifs sont pris en charge par les sociétés nationales et deviennent semi-professionnels. Tout d'abord c'est la grande société pétrolière Sonatrach qui va parrainer le MCO, puis c'est la plus grande filiale de cette société, Naftal (la société nationale de commercialisation et de distribution des produits pétroliers) qui prend en charge le club jusqu'en 1989. Durant cette période, le club change de nom et s'appelle le Mouloudia Pétroliers d'Oran (MPO). Au début de cette période, c'est-à-dire en 1977 et sous la houlette de l’entraîneur Saïd Amara, et des joueurs importants comme Sid Ahmed Belkedrouci (meilleur buteur du championnat en 1975), l'équipe se renforce de joueurs de talents comme Lakhdar Belloumi ou Tedj Bensaoula et termine troisième en 1979. Elle est demi-finaliste de la Coupe d'Algérie en 1978 et 1979, et Lakhdar Belloumi est élu meilleur buteur du championnat en 1979.

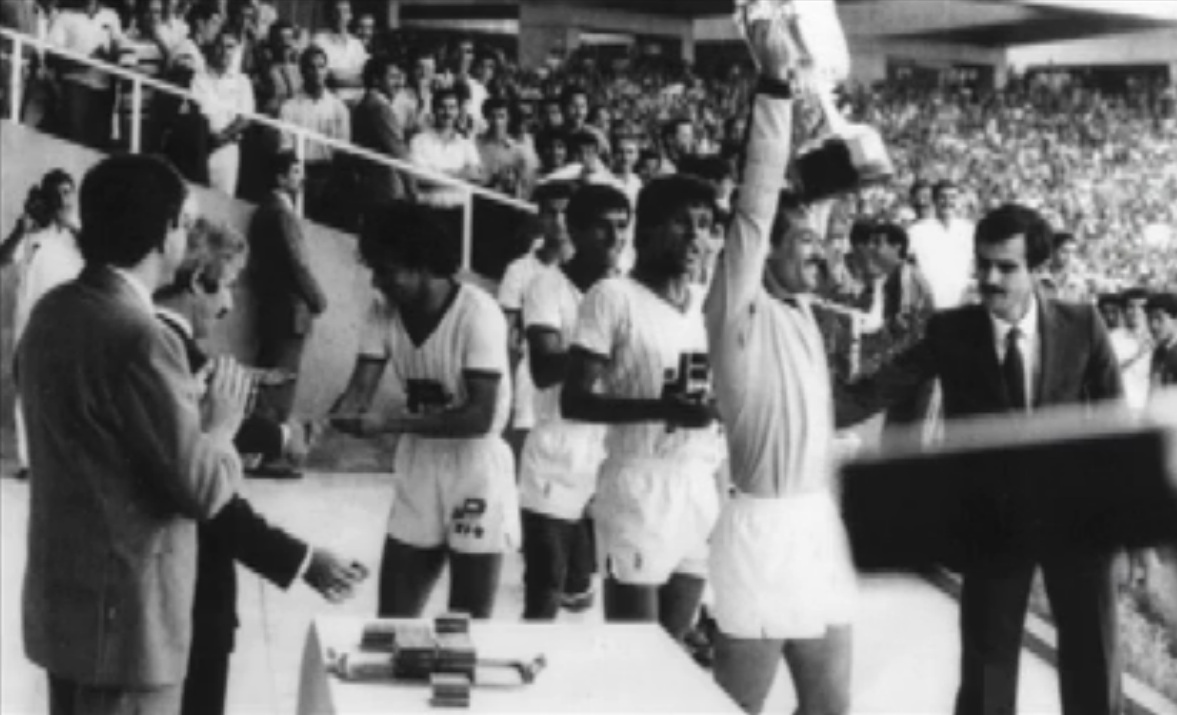
Bachir Sebaâ, brandissant la coupe d'Algérie 1985 avec le MP Oran.

Durant les années 1980 et spécialement à partir de 1983, une nouvelle génération fait parler d'elle durant cette décennie en l’occurrence des joueurs tels Benyagoub Sebbah, Habib Benmimoun, Mourad Meziane, Bachir Mecheri, Tahar Cherif El-Ouazzani, etc. Cette équipe remporte la Coupe d'Algérie à deux reprises consécutives en 1984 et 1985, ce qui lui ouvre les portes de la Coupe des coupes Africaine en 1985 et 1986 ; elle est éliminée difficilement au deuxième tour dans les deux éditions.
Avec le renforcement de l'équipe par Nacerdine Drid (1986) et Karim Maroc (1987) et le retour de Lakhdar Belloumi en 1987, l'équipe va prendre un peu plus d’ampleur. Elle est demi-finaliste de la coupe d'Algérie en 1986, 1988 et 1989 et vice-champion d'Algérie en 1987, mais elle remporte le titre suprême de champion d'Algérie en 1988.
Ce dernier titre va ouvrir à nouveau les portes africaines au MCO, avec cette fois-ci la participation en Coupe d'Afrique des clubs champions en 1989 où elle termine en finale, après une domination totale de la compétition ; elle perd cette finale dans la douleur aux tirs au but au match retour au stade Ahmed-Zabana contre le Raja CA Casablanca devant 40 000 spectateurs.

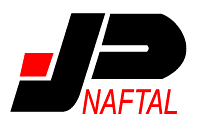
Logo de Naftal à l'époque du MP Oran.

Cette année-là en 1989, les entreprises nationales se retirent des clubs, sonnant la fin de la réforme sportive, mais le Naftal malgré cela tente de conserver le club, via une autre filiale de Sonatrach, Naftec (société nationale de raffinage du pétrole). Les négociations avec la direction du MC Oran se soldent par un échec qui met un terme à une décennie de gloire du grand MP Oran. Naftal cesse de le parrainer et de le financer. Après avoir porté le nom de Mouloudia d'Oran tout court entre 1987 et 1989, le club se nome Mouloudia Club d'Oran jusqu'en 2008 puis reprend son nom mythique du Mouloudia Club Oranais.

### Les années 1990, domination nationale et début des crises internes
Avec le retrait de Naftal, le MC Oran entre dans une nouvelle ère marquée par des hauts et des bas, mais surtout par ces derniers, caractérisés par des problèmes d'administration qui vont se répercuter sur la gestion et sur les joueurs, créant des disjonctions et des guerres de clans.

#### Domination nationale
Le MC Oran a toujours joué les premiers rôles au niveau national et international depuis 1962, mais dans les années 1990, il domine le football national avec une nouvelle génération : Abdelhafid Tasfaout, Sid Ahmed Zerrouki, Ali Meçabih appuyé par des anciens comme Tahar Cherif El-Ouazzani ou Omar Belatoui. La décennie commence par les deux championnats gagnés consécutivement en 1992 et 1993 avec Abdelhafid Tasfaout meilleur buteur dans les deux saisons. Le MCO est quatre fois vice-champion d'Algérie en 1995, 1996, 1997 et 2000 et gagne en 1996 un doublé historique Coupe d'Algérie et Coupe de la Ligue. Il est également finaliste en Supercoupe d'Algérie en 1992, en Coupe d'Algérie en 1998 et en Coupe de la Ligue en 2000.

#### Le MC Oran privé de deux championnats en 1996 et 1997
Grâce à sa domination, le MCO aurait pu gagner davantage de titres. Les deux championnats perdus injustement en 1996 et 1997 alors qu'ils étaient "acquis" sont les points noirs de cette décennie, dans ces deux éditions, des complots de matchs entre certains clubs du championnat ont abouti à la privation du MCO de deux titres bien à sa portée. Le club a terminé vice-champion dans ces deux éditions,.

#### La conquête africaine et arabe
Au niveau international, le club gagne deux fois la Coupe des coupes arabe en 1997 et 1998, une fois la Supercoupe arabe en 1999 et est demi-finaliste de la Coupe d'Afrique des champions en 1994 et quart-finaliste deux fois en Coupe de la CAF en 1996 et en Coupe des coupes Africaine en 1997.

#### Le succès sous le fond des crises internes
Certes le MC Oran est riche en effectif de joueurs, il a fait de bonnes performances et plusieurs titres ont été gagnés. Le club aurait même pu gagner d'autres titres, mais le MCO est paralysé en même temps par des guerres de pouvoir interminables entre Kacem Elimam et Youcef Djebbari qui vont se succéder dans la direction durant 20 années environ. Pire encore, le club pour la première fois va avoir des problèmes financiers, de sponsor et de budget, ces soucis empirant d'année en année jusqu'à la dissolution de la plupart des sections sportives de ce jadis grand club omnisports ; même la section handball, avec son passé et son palmarès national et international de légende ne sera pas épargnée même si elle sera ressuscitée quelques années plus tard.

### La plus mauvaise décennie (2000-2010)
La décennie des années 2000 est la plus mauvaise de l'histoire du MC Oran. En plus des nombreux revers sportifs que subit le club, ainsi que la mauvaise gestion de la direction accompagnés des conflits de clans, cette décennie sera marquée par deux grands faits marquants : le conflit Elimam-Djebbari du 9 octobre 2003 de Sidi Bel Abbès, et la relégation en D2 de 2008.

#### Début timide
Le MCO n'entame pas cette décennie comme à son habitude malgré la finale perdue en Coupe de l'UAFA en 2001 à Doha, Qatar contre Al Sadd SC et celle de la coupe d'Algérie 2001-2002 contre le WA Tlemcen. Pire encore, cette décennie sera dépourvue de tout titre et ces deux finales perdues seront ces meilleurs exploits de ces années 2000.

#### Conflit Elimam-Djebbari
Le conflit des clans est un phénomène bien connu au MC Oran et cela remonte spécialement à la fin de la réforme sportive en 1989 quand Naftal a quitté le club. Le MCO par conséquent s'est retrouvé sans direction puissante et majeure apparente, et il s'est ensuivi une guerre de pouvoir qui s'est réfléchie sur l'administration ainsi que sur les joueurs, créant des clans et des conflits interminables.
Mais ces conflits vont s'accentuer surtout dans les années 2000 jusqu'à atteindre un seuil très important, car un scénario unique dans les annales du football algérien va se produire le jeudi 9 octobre 2003 au Stade du 24 février 1956 à Sidi Bel Abbès lors d'un match du Championnat d'Algérie saison 2002-2003 quand le MCO reçoit le NA Hussein Dey. Lors de ce match télévisé diffusé sur la chaîne nationale, le MCO arrive au stade avec deux équipes de joueurs, deux staffs techniques avec deux entraîneurs, présidées chacune par deux présidents Belkacem Elimam et Youcef Djebbari. Une guerre de pouvoir entre ces deux derniers était à l'origine de ce conflit historique qui a conduit à annuler le match et donner la victoire au NA Hussein Dey.

#### Relégation en D2 et émeutes d'Oran de 2008
Jusqu'en 2008, le MC Oran était parmi les rares clubs du monde à n'évoluer qu'en division 1, et ce depuis le début du championnat en 1962. Mais à la suite des problèmes causés au niveau de la direction, le club descend pour la première fois de son histoire en division 2 lors de la saison 2007-2008. Un record national de présence continuelle que détenait le MCO jusque-là.
Cette relégation a été un choc pour toute la population oranaise, et des émeutes ont éclaté dans la ville pendant trois jours qui ont causé des dégâts matériels très considérables. La note s'élevant à environ 7,5 milliards de centimes, des centaines d'arrestations et d'hospitalisations qui ont obligé les autorités à employer les grands moyens pour arrêter ce drame. Malgré cette relégation, le MC Oran détient toujours le record national du nombre de présence en division 1 puisqu'il remonte l'année suivante.

### Les années 2010, l'ère du professionnalisme sur fond de crises de gestion

#### Début difficile et poursuite de la mauvaise gestion
L'année 2010 est marquée par le lancement du premier championnat professionnel englobant la première et la deuxième division. Cette même année et avant le début de ce championnat, le président Belkacem Elimam, ayant des problèmes de santé importants, laisse sa place de président à un sénateur d'Oran Tayeb Mehiaoui qui dirige le club durant une saison. Kacem Elimam décède quelques mois plus tard à l'hôpital d'Oran.
Après un bon recrutement pour le démarrage de cette première saison professionnelle et le recrutement de l'enfant du club Tahar Cherif El-Ouazzani comme entraîneur, le MC Oran aurait pu réaliser sa meilleure prestation depuis une dizaine d'années. Mais le manque d'expérience de Tayeb Mehiaoui et les conflits internes incessants entre les dirigeants conduisent le club encore une fois à la dérive, ce qui induit d'abord la démission de l’entraîneur Tahar Cherif El-Ouazzani avant la fin de saison, et par la suite la démission de Tayeb Mehiaoui à la fin de celle-ci, laissant le club avec d'immenses dettes financières et des conflits de pouvoir et d’intérêt intraitables.
Après le départ de Tayeb Mehiaoui, la saison 2011-2012 voit le retour de Youcef Djebbari à la direction des clubs. Djebbari se retrouve sans son concurrent de toujours Kacem Elimam décédé, mais est confronté aux autres dirigeants, en l’occurrence Larbi Abdelilah et Hassen Kalaidji, eux aussi auteurs de la débâcle du Mouloudia Club Oranais depuis les années 1990 jusqu'à nos jours. Avec les problèmes qui continuent, les joueurs clés sont vendus à d'autres clubs, les problèmes financiers se poursuivent et les entraîneurs pris comme boucs émissaires se succèdent faute de bons résultats.

#### Achat des Qataris du MC Oran non aboutit
À la fin de l'année 2011, de sérieuses négociations ont été entamés entre le MC Oran et une société qatarie pour l'achat des actions du club pour dix millions d'euros. Cette même année, le Qatar Sports Investments qui est une société similaire a acheté le mois de mai les actions du Paris Saint-Germain. Mais les négociations pour l'achat du Mouloudia d'Oran ont été interrompues.

#### Échec du retour de Naftal
Lors de la phase aller de la saison 2012-2013, des négociations sont entamées en faveur du retour de la grande entreprise Naftal, la branche la plus importante de la grande compagnie pétrolière Sonatrach. Le PDG de Naftal, Saïd Akrètche, annonce la reprise du MC Oran ainsi que toutes ses sections sportives par la compagnie, comme c'était le cas entre 1977 et 1988 lors de la réforme sportive. Cette décision vient du haut niveau de l'état algérien qui juge nécessaire de prendre en main ce grand club qui a toujours apporté un plus au sport national. Le 27 septembre 2012, Naftal signe officiellement un accord avec la Société sportive par actions du Mouloudia Club Oranais (SSPA MCO) pour la participation de la société pétrolière dans le capital social de la SSPA MCO à hauteur de 75 %.
Cependant, l'accord est resté en suspens à cause de la mauvaise gestion du club et par manque de deux bilans lors des saisons de 2010-2011 et 2012-2013. Ces derniers ont été résolus mais il reste quelques réformes à faire dans la direction du club avant d'entamer à nouveau des pourparlers sérieux avec la firme pétrolière.

#### Hyproc, un autre échec de parrainage
Le 6 janvier 2019, le Mouloudia d'Oran signe un contrat de partenariat avec l'une des filiales du groupe Sonatrach, à savoir la société Hyproc Shipping Company d'Arzew, spécialisée dans le transport maritime des hydrocarbures, après signature le 5 janvier 2019 d'un protocole d'accord avec les dirigeants de la société-mère. Ce second rendez-vous a eu lieu au siège Aval, sis à Haï Djamel Eddine (Oran), pour la signature finale du contrat de partenariat en présence du directeur général d'Hyproc et des dirigeants du MC Oran.
Les autorités locales de la ville et à leur tête le wali d'Oran, Mouloud Chérifi, ont intercédé en faveur du club afin que celui-ci bénéficie à l'instar de plusieurs clubs de l'élite professionnelle des aides de l'État. Mais comme son prédécesseur Naftal, le contrat n'a ni commencé ni abouti à sa promesse et le MC Oran se trouvait pour la deuxième fois avec ni parrain ni sponsor majeur.
À la fin de saison 2018-2019, Baba sous la pression de la rue démissionne après avoir échoué dans sa mission ne ramenant aucun titre au Mouloudia après cinq saisons de règne, sur fond de poursuite de corruption sous son administration, une corruption qui dure depuis 20 ans.

#### Chérif El-Ouazzani nommé directeur général et relance des négocialtions avec Hyproc
En début du mois de juin 2019, après la démission de Ahmed Belhadj "Baba", un directoire composé des principaux actionnaires du club est mis en place. Le 18 juin 2019 avec la pression de la rue, et l'appui de M. Mouloudi Chérifi, wali d'Oran ; l'ancien joueur et entraîneur emblématique du club Tahar Chérif El-Ouazzani est mis à la tête du club comme directeur général. Lors de son mandat qui dura une saison, le club retrouve sa dignité et sa fierté, la direction du club travaille avec une transparence et le club ramène de bons résultats, Chérif El-Ouazzani relance également les négociations avec la société Hyproc afin qu'elle parraine le club, cependant le club subit des obstacles administratifs et financiers causés par conseil d'administration du club et ses actionnaires, il subit aussi des injustices lors des matchs joués en championnat soit par l'arbitrage ou par autres moyens de corruptions que ça soit au niveau local à Oran ou au niveau central à Alger,.
Car tous ces faits positifs au sein du club dérangeaient les actionnaires qui ne veulent pas le changement, ainsi que tout un système footbalistique au niveau national à leur tête la fédération et la ligue nationale qui visiblement préfèrent que le Mouloudia, à l'instar de la plupart des clubs d'Algérie, reste en dessous de l'élite afin de servir certain club notamment du centre du pays, le tout, sous le regard des hautes autorités locales et centrales qui ne branchent pas.
Le directeur général Tahar Chérif El-Ouazzani continue malgré les difficultés et les obstacles à travailler et sous la pression de la rue qui demande sans cesse une société étatique et le départ des dirigeants, relance à nouveau les appels pour la poursuite des négociations avec la compagnie Hyproc qui étaient gelées la saison dernière. En attendant le probable aboutissement à ce contrat, la saison est arrêtée par la pandémie du Covid.
En juillet 2020, et avec l'arrivée d'un nouveau wali à la place de Mouloud Chérifi, les actionnaires du Mouloudia qui n'ont pas été favorables à Tahar Chérif El-Ouazzani ne le reconduisent pas à un deuxième mandat en attendant l'assemblée générale extraordinaire qui se déroule au mois d'août 2020, malgré la pression de la rue qui demandait la reconduction de Chérif El-Ouazzani à la tête du club et la venue d'une société étatique. Voyant toute cette pression des fans oranais, l'AGE doit se dérouler afin de choisir un président provisoire qui passera le relais à la société étatique Hyproc.

#### Retour à la direction du club, du trio Djebbari-Mehiaoui-Baba
Le 10 juillet 2020 à la suite de l’assemblée générale des actionnaires de la société sportive par actions (SSPA) du club, Tayeb Mehiaoui est réélu président et succède à Tahar Chérif El-Ouazzani qui occupé le poste de directeur de l'administration générale du club et ce malgré l'hostilité des supporters et du public mouloudéen et oranais en général. Il revient à la présidence après avoir occupé ce poste lors de la saison 2010-2011. Lors de la saison 2020-2021, l'équipe qui à la base était construite par l'ancien dirigeant Tahar Chérif El-Ouazzani la saison d'avant joue les premiers rôles mais la mauvaise gestion et l'absence répétée de Mahiaoui qui est souvent à l'étranger induit le club à finir la saison au milieu du tableau du championnat. Pire encore, la saison est caractérisée par un départ record et historique jamais enregistré par un club de football, le départ concerne dix-sept joueurs partis du club dont neuf libérés par la Chambre Nationale de Résolution des Litiges (CNRL),, le club se retrouve aussi avec une dette de vingt-et-un milliards de centimes en DA et pour finir, Le contrat avec la société Hyproc tombe à nouveau à l'eau.
Lors de la saison 2021-2022, le Mouloudia d'Oran démarre avec un effectif pauvre en joueurs, les recrutements sont dépourvue de toute étude ambitieuse, et à l'approche du mercato hivernal, le club se retrouve en bas du classement du championnat et avec cette dette de vingt-et-un milliards de centimes en DA qui le contraint à être interdit de recrutement. Devant tout ce contexte, Tayeb Mahiaoui démissionne en novembre 2021. Le 29 décembre 2021 lors d'une réunion des actionnaires du conseil d'administration, Youcef Djebbari est désigné président par intérim pour gérer provisoirement le club.
Le 7 février 2022, une assemblé du conseil d'administration tenu par les actionnaires du club se déroule, Youcef Djebbari est placé officiellement à la direction du club, il revient pour la sixième fois occuper cette fonction et Ahmed Belhadj est désigné à la tête de la section football du club.

### Les années 2020, entrée dans une nouvelle ère

#### La fin de la direction de Djebbari-Mehiaoui-Baba
À la suite de la poursuite de la mauvaise gestion et des dettes faramineuses du club, les autorités algériennes décident enfin de s'immobiliser envers le club. Un nouvel appel a été lancé par le wali d'Oran Saïd Sayoud aux actionnaires de la société sportive par actions (SSPA) du MC Oran afin de renoncer à leur actions dans ladite société au profit du club sportif amateur (CSA) pour que ce dernier deviens actionnaire majoritaire. Selon le même responsable, la SSPA/MCO est déjà en « situation de faillite », déplorant l'attitude des actionnaires qui ont complètement abandonné le club, ne montrant aucune volonté de l'aider à sortir de la situation chaotique dans laquelle il se débat depuis plusieurs décennies.
Le 16 janvier 2023, Youcef Djebbari a démissionné de ses fonctions de président du club lors de l'assemblée générale extraordinaire (AGEX) de la société sportive par actions (SSPA) du club.
Le 5 février, lors d'une réunion au siège de la wilaya avec les actionnaires du club, le wali Saïd Sayoud demande aux actionnaires de céder leurs parts des actions et de quitter le club. Il demande également de nommer Bachir Sebaâ à la tête du CSA/MCO et également de présider provisoirement la SSPA/MCO. Le 6 février, Bachir Sebaâ prend ses fonctions de responsable du club.
Le 1er mars, le responsable intérimaire du club Bachir Sebaâ a déclaré que le wali Saïd Sayoud n'abandonnera jamais le club tant que tous les actionnaires ne seront pas partis et qu'il ne sera pas sorti de sa crise. Et le 7 mars, le wali a déclaré que le club aura une compagnie nationale avant la fin de la saison.

#### Nouveau parrainage

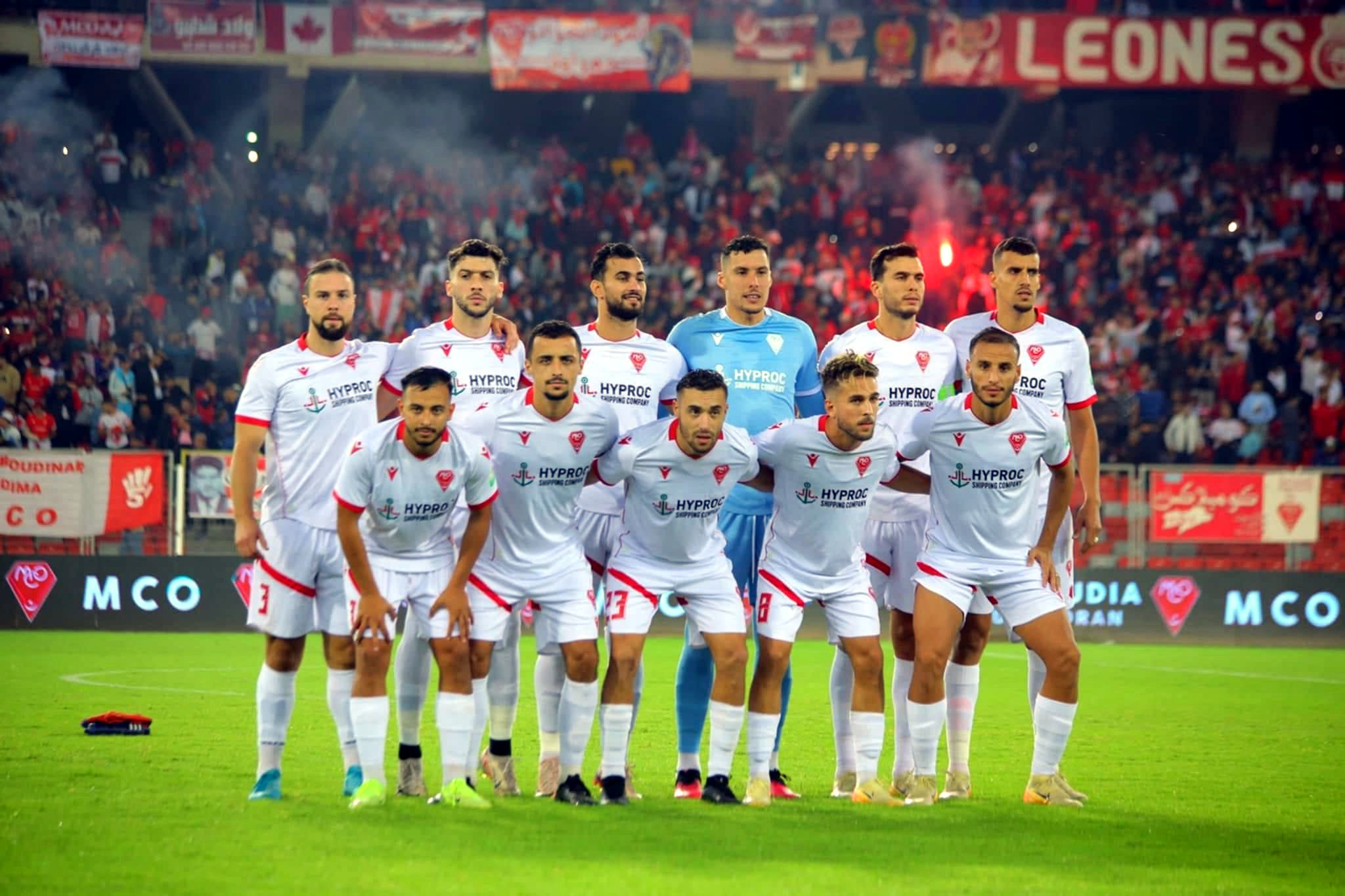
Le Mouloudia Club d'Oran face à l'Entente Sportive de Sétif le 07 11 2024 au Stade Miloud Hadefi en Ligue Pro. 1.

logo de Hyproc SC

Le 14 mars 2023, lors du 7ème Symposium de l'Association Algérienne de l'Industrie du Gaz (AIG) qui a eu lieu à l'Hôtel Méridien d'Oran, en présence du wali d'Oran Saïd Sayoud, de Mohamed Hamel, secrétaire général du forum des pays exportateurs de gaz (GECF) et de Toufik Hakkar, le PDG de Sonatrach, ainsi que quelques membres du club tels que Bachir Sebaâ le président par intérim du CSA/MCO. Il a été déclaré officiellement que Hyproc Shipping Company, filiale de Sonatrach deviendra l'actionnaire majoritaire et parrainera le club,.
Le 17 mars 2023, le wali Saïd Sayoud déclare que les actionnaires, à leur tête Youcef Djebbari, Tayeb Mehiaoui et Ahmed Belhadj (Baba) ont cédé toutes leurs actions au profit du club et que ce dernier va entrer dans une nouvelle ère avec Hyproc Shipping Company.
En complément de la dernière déclaration du wali d'Oran, a eu lieu le 22 mars 2023, une réunion au siège de la wilaya d’Oran entre les actionnaires de la SSPA/MCO, le P-DG d'Hyproc Shipping Company en présence du wali d'Oran Saïd Sayoud, du président par intérim du CSA/MCO Bachir Sebaâ, du directeur général de Sonatrach Rafik Cherrak, du président de l‘APW Mohamed Chalabi, de Yacine Sief, premier responsable de la DJS d’Oran, du commissaire aux comptes et d’un huissier de justice. Durant ce rassemblement, les actionnaires ont donné leur accord pour la signature du protocole d’achat de tout leurs actions au profit du CSA/MCO.
Le 23 mars 2023, pour officialiser la dernière réunion, s'est tenu au siège de la wilaya d’Oran un AG extraordinaire en présence des mêmes personnes, afin que les actionnaires de la SSPA/MCO entérinent officiellement la cession totale de tous leurs parts de le la SSPA/MCO au profit du CSA/MCO.
Le club sportif amateur du Mouloudia (CSA/MCO) est devenu actionnaire majoritaire avec plus de 85% des actions dont la majorité de ces dernières sera léguée au nouveau parrain Hyproc Shipping Company.
Le 8 mai 2023, le tribunal administratif d'Oran a placé un administrateur judiciaire, M. Benaouda Salah-Eddine El Habib Daho à la tête de la SSPA/MCO, jouissant des mêmes prérogatives que le conseil d'administration dissous. Il dirigea le club le temps de faire la transaction à la société Hyproc Shipping Company,.
Le 17 août 2023, Hyproc Shipping Company devient officiellement le propriétaire du Mouloudia Club d'Oran, les accords ont été signés au siège de la wilaya d'Oran en présence des membres du club sportif amateur CSA/MCO dont le président sortant Chamseddine Bensecouci, du DG de Hyproc Abdennacer Bahlouli et du wali d'Oran Saïd Sayoud. Les accords prévoyaient l'achat de Hyproc de 90% des actions du club et 10% restent pour le CSA/MCO. Le Mouloudia Club d'Oran rentre officiellement dans un nouvel air de vrais professionnalisme,.

## Palmarès
| Compétitions nationales | Compétitions internationales |
| --- | --- |
| - Ligue 1 (4) - Champion : 1971, 1988, 1992 et 1993 - Vice-champion : 1968, 1969, 1985, 1987, 1990, 1995, 1996, 1997 et 2000 - Coupe d'Algérie (4) - Vainqueur : 1975, 1984, 1985 et 1996 - Finaliste : 1998 et 2002 - Supercoupe d'Algérie - Finaliste : 1992 - Coupe de la Ligue (1) (record) - Vainqueur : 1996 - Finaliste : 2000 | - Ligue des champions de la CAF - Finaliste : 1989 - Coupe arabe des clubs champions - Finaliste : 2001 - Coupe arabe des vainqueurs de coupe (2) - Vainqueur : 1997 et 1998 - Supercoupe arabe (1) - Vainqueur : 1999 |

| Autres compétitions | Compétitions des jeunes |
| --- | --- |
| - Ligue 2 - Vice-Champion : 2009. - Championnat du comité régional d'Oranie (USFSA) (1) - Champion : 1918. - Championnat d'Oranie de Promotion d'Honneur (1) - Champion : 1953. - Championnat d'Oranie de 1re Division (1) - Champion : 1951. - Championnat d'Oranie de Promotion de 1re Division (1) - Champion : 1950. - Championnat d'Oranie de District (1) - Champion : 1949. | - Championnat d'Algérie des U21 - Vice-champion : 2017. - Coupe d'Algérie des U21 (2) - Vainqueur : 2015 et 2017. - Finaliste : 2014. - Championnat d'Algérie des U20 (1) - Vainqueur : 2006. - Vice-champion : 2015. - Coupe d'Algérie des U20 - Finaliste : 1982. - Championnat d'Algérie des U19 (1) - Vainqueur : 1979. - Coupe d'Algérie des U19 - Finaliste : 2024. Catégorie U17 - Championnat d'Algérie des U17 (2) - Vainqueur : 2015 et 2018. - Coupe d'Algérie des U17 - Finaliste : 2014. - Coupe d'Algérie des U15 (1) - Vainqueur : 2003. - Finaliste : 2012. |

| Meilleurs joueurs | Meilleurs buteurs |
| --- | --- |
| - Candidat au Ballon d'or africain (5) - Ballon d'argent (1) - Tahar Chérif El-Ouazzani : 1990. - 9e au classement (2) - Tedj Bensaoula : 1980. - Nacerdine Drid : 1986. - 10e au classement (2) - Miloud Hadefi : 1978. - Abdelhafid Tasfaout : 1993. - Meilleur joueur en Supercoupe arabe (1) - Kouider Boukessassa : 1999. - Meilleur joueur en championnat (8) - Abdelhafid Tasfaout : 1992, 1993 et 1994. - Lakhdar Belloumi : 1979 et 1988. - Miloud Hadefi : 1972. - Nacerdine Drid : 1986. - Tahar Chérif El-Ouazzani : 1990. - Gant d'or Algérien (2) - Nacerdine Drid : 1986. - Mohamed Reda Acimi : 1999. - Abdesslam Benabdellah : 2000. | - Meilleur buteur Coupe des clubs champions africains (1) - Mourad Meziane : 1989. - Soulier d'or en Coupe arabe des vainqueurs de coupe (1) - Rachid Amrane : 1997. - Soulier d'or en Supercoupe arabe (1) - Kouider Boukessassa : 1999. - Soulier d'or Algérien (9) - Sid Ahmed Belkedrouci : 1973 et 1975. - Abdelhafid Tasfaout : 1992 et 1993. - Abdelkader Fréha : 1969. - Noureddine Hammel : 1971. - Haddou Chaib : 1974. - Lakhdar Belloumi : 1979. - Mohamed Zaabia : 2016. |

## Statistiques et records
À l'issue de la saison 2014-2015, le MC Oran totalise 50 participations au championnat d'Algérie de première division, un record national en ex æquo avec le CR Belouizdad et une participation au championnat de deuxième division. Le MC Oran totalise aussi un record national de meilleure attaque avec 1 840 buts inscrits lors de ces 50 saisons.
Le MC Oran est parmi les plus titrés au niveau national. Sur le plan continental africain, le MC Oran est toujours en attente d'un sacré continental, néanmoins, il compte une finale perdue en ligue des champions en 1989.
Sur le plan arabe, il détient un record algérien de participations avec 9 saison, il comptabilise 3 titres arabes dont il est le seul club algérien à avoir remporté la Coupe des vainqueurs de coupe arabe (à deux reprises) et la Supercoupe arabe.
| Compétition          | Saisons | Titres | J    | G   | N   | P   | Bp   | Bc   | Diff. |
| -------------------- | ------- | ------ | ---- | --- | --- | --- | ---- | ---- | ----- |
| Division 1 / Ligue 1 | 57      | 4      | 1661 | 595 | 436 | 479 | 1904 | 1621 | +283  |
| Division 2 / Ligue 2 | 1       | 0      | 32   | 17  | 9   | 6   | 33   | 18   | +15   |
| Coupe                | 54      | 4      | 192  | 124 | 33  | 35  | 325  | 161  | +164  |
| Coupe de la Ligue    | 4       | 1      | 21   | 10  | 9   | 2   | 31   | 9    | +22   |
| Supercoupe           | 1       | 0      | 1    | 0   | 1   | 0   | 2    | 2    | 0     |

| Compétition                                                     | Saisons | J | G | N | P | Bp | Bc | Diff. | Meilleure performance   |
| --------------------------------------------------------------- | ------- | - | - | - | - | -- | -- | ----- | ----------------------- |
| Coupe de l'UNAF des Clubs                                       | 0       | 0 | 0 | 0 | 0 | 0  | 0  | 0     | -                       |
| Coupe du Maghreb des clubs champions (Compétition disparue)     | 1       | 2 | 0 | 0 | 0 | 0  | 3  | -3    | Demi-finaliste (1971)   |
| Coupe du Maghreb des vainqueurs de coupe (Compétition disparue) | 1       | 1 | 0 | 0 | 1 | 1  | 2  | -1    | Quarts-finaliste (1975) |
| Championnat d'Afrique du Nord (FFF) (Compétition disparue)      |         |   |   |   |   |    |    |       |                         |
| Coupe d'Afrique du Nord (FFF) (Compétition disparue)            |         |   |   |   |   |    |    |       |                         |
| Total compétitions nord africaines                              |         |   |   |   |   |    |    |       | 0 trophées              |

| Compétition                                                       | Saisons | J  | G  | N | P  | Bp | Bc | Diff. | Meilleure performance    |
| ----------------------------------------------------------------- | ------- | -- | -- | - | -- | -- | -- | ----- | ------------------------ |
| Coupe des clubs champions / Ligue des champions / Coupe de l'UAFA | 4       | 12 | 3  | 2 | 7  | 19 | 24 | -5    | Finaliste (2001)         |
| Coupe des coupes arabe (Compétition disparue)                     | 3       | 13 | 8  | 1 | 4  | 24 | 17 | +7    | Vainqueur (1997 et 1998) |
| Supercoupe arabe (Compétition disparue)                           | 2       | 6  | 2  | 1 | 3  | 5  | 10 | -5    | Vainqueur (1999)         |
| Total compétitions UAFA                                           | 9       | 31 | 13 | 4 | 14 | 48 | 51 | -3    | 3 trophées UAFA          |

| Compétition                                                         | Saisons | J  | G  | N  | P  | Bp | Bc | Diff. | Meilleure performance      |
| ------------------------------------------------------------------- | ------- | -- | -- | -- | -- | -- | -- | ----- | -------------------------- |
| Coupe d'Afrique des clubs champions / Ligue des champions de la CAF | 3       | 24 | 13 | 2  | 9  | 37 | 27 | +10   | Finaliste (1989)           |
| Coupe de la confédération                                           | 2       | 10 | 5  | 2  | 3  | 10 | 7  | +3    | Deuxième tour (2005, 2016) |
| Supercoupe de la CAF                                                | -       | -  | -  | -  | -  | -  | -  | -     | -                          |
| Coupe d'Afrique des vainqueurs de coupe (Compétition disparue)      | 3       | 14 | 5  | 5  | 4  | 11 | 9  | +2    | Quarts-finaliste (1997)    |
| Coupe de la CAF (Compétition disparue)                              | 2       | 8  | 4  | 1  | 3  | 12 | 9  | +3    | Quarts-finaliste (1996)    |
| Total compétitions CAF                                              | 10      | 56 | 27 | 10 | 19 | 70 | 52 | +18   | 0 trophées CAF             |

## Personnalités du club

### Joueurs emblématiques

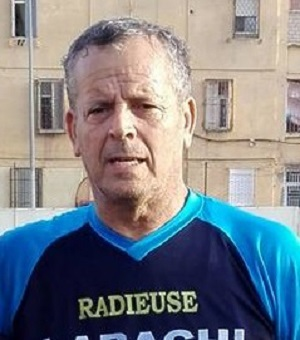
Lakhdar Belloumi, la légende du football algérien et africain

#### Avant l'indépendance
Beaucoup de joueurs dans la période coloniale resteront gravés à jamais dans les annales du football oranien et national de par leurs combat pour la création du club par les frères Bendouba et autres en 1917 et la reformation du club en 1946 par comme ce fut le cas pour Mohamed Bessol, Ali Bentouti et autres, des joueurs qui sont connus par leur combat sportif et politique contre le colonialisme comme Lahouari Sebaâ, mais aussi des joueurs qui ont brillé sportivement comme ce fut le cas de Mohamed Salem qui a fait carrière par la suite en France et en Belgique.

#### Après l'indépendance
Le MC Oran s'est forgé une équipe grandiose à partir de 1962 et beaucoup de grands joueurs sont passés dedans, notamment Lakhdar Belloumi, Abdelkader Firoud (entraîneur), Abdelkader Fréha (l'un des meilleurs buteurs algériens des années 1970), Miloud Hadefi (le kaiser africain), Abdelhafid Tasfaout (meilleur second buteur de l'équipe nationale d'Algérie), Nacerdine Drid (gardiens), Tedj Bensaoula (buteur algérien des années 1980), Tahar Chérif El-Ouazzani (le plus titré du club).

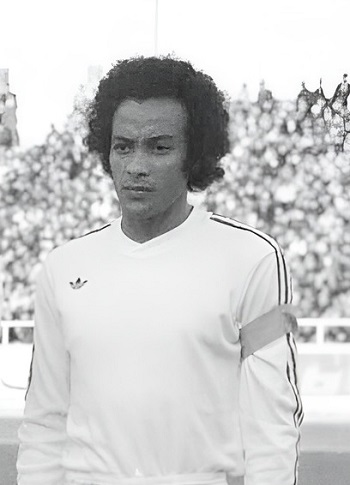
Miloud Hadefi le Kaizer Africain
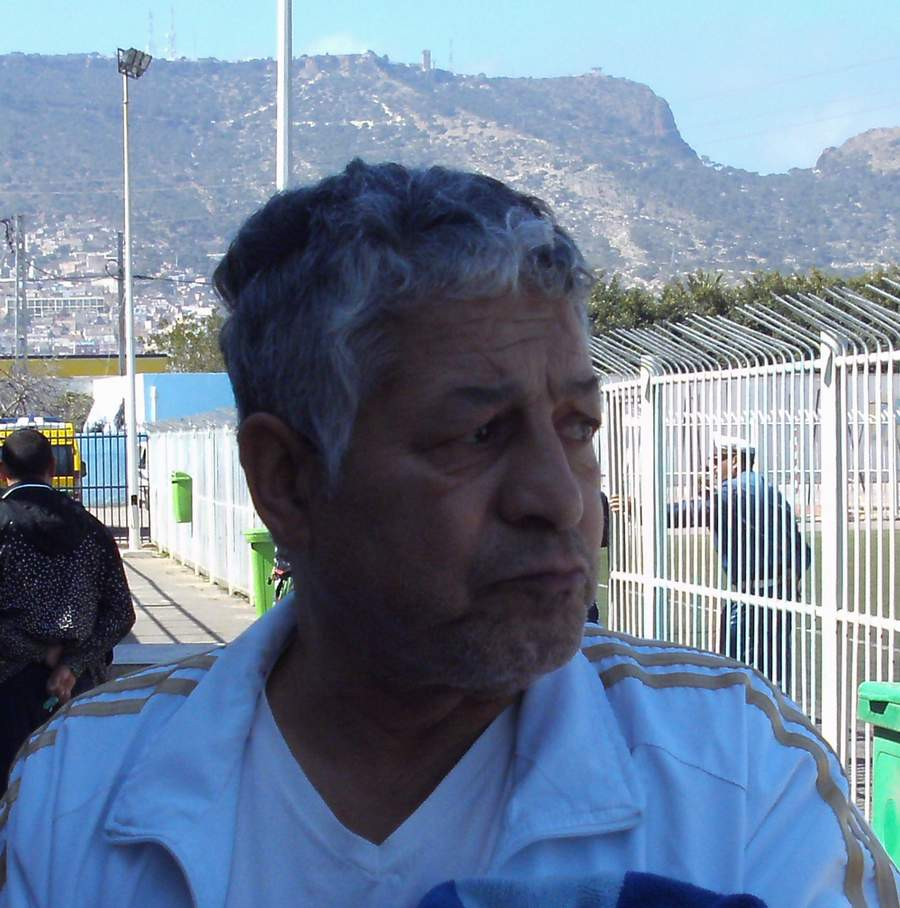
Sid Ahmed Belkedrouci en 2015
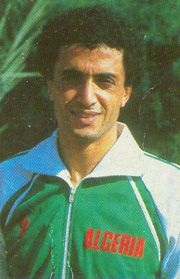
Tedj Bensaoula la gazelle
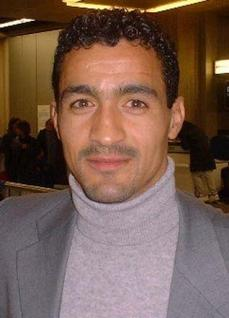
Abdelhafid Tasfaout en 2013
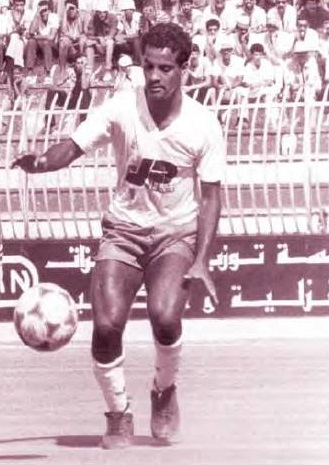
Tahar Chérif El-Ouazzani
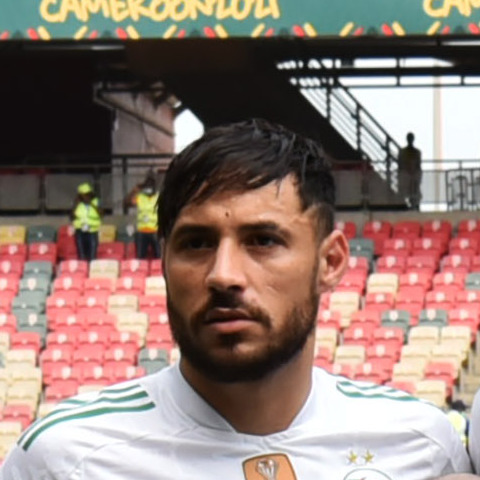
Youcef Belaïli

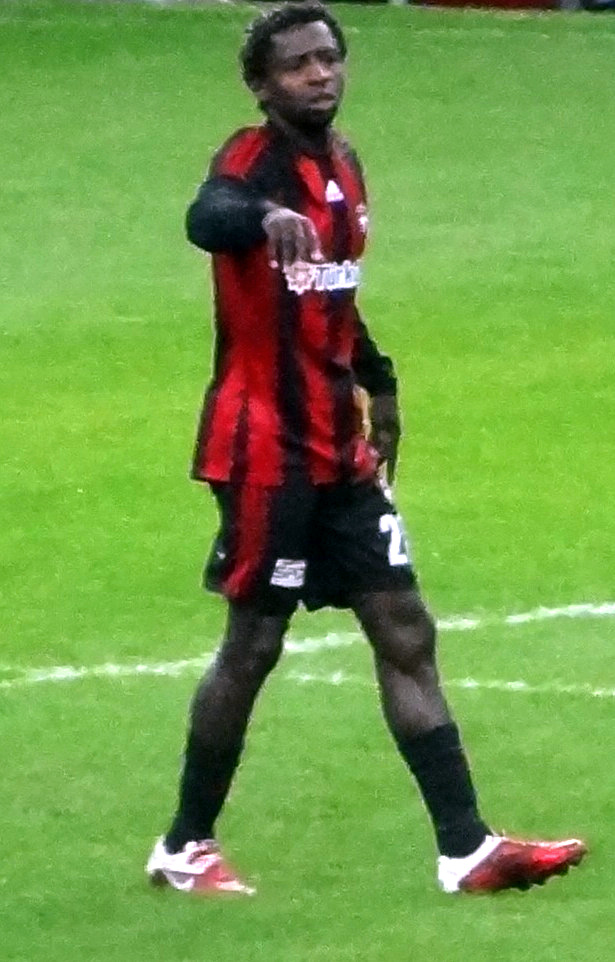
Gilles Binya
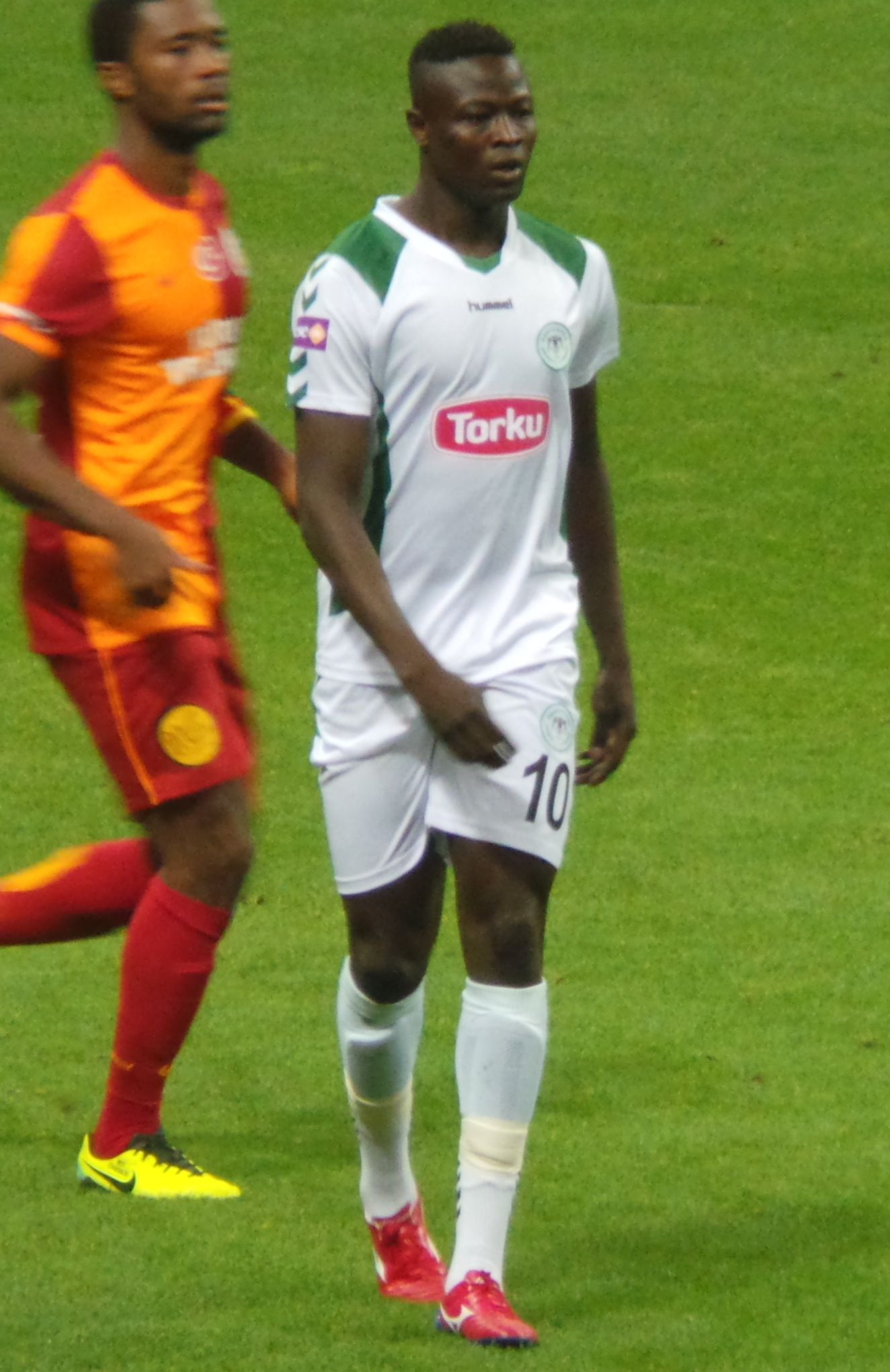
Ézéchiel Ndouassel
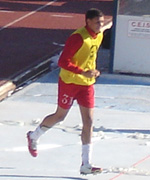
Mohamed Zaabia

### Capitaines du club
- Lahouari Orfi
- Mohamed Salem
- Abdelkader Fréha
- Abdellah Kechra
- Miloud Hadefi
- Bachir Sebaâ
- Lakhdar Belloumi
- Mourad Meziane
- Tahar Chérif El-Ouazzani
- Omar Belatoui
- Cheïkh Benzerga
- Moulay Haddou
- Reda Acimi
- Gilles Augustin Binya
- Sofiane Daoud
- Kada Kechamli
- Hichem Mezair
- Zoubir Ouasti
- Seddik Berradja
- Abderraouf Natèche
- Oussama Litim
- Mohamed Lagraâ
- Mourad Benayad

### Liste des buteurs en compétitions officielles
| Rang | Joueurs                            | Période               | Ligue 1 | Coupe d'Algérie | Afrique | Autres | Total |
| 1er  | 1962-1977                          | Abdelkader Fréha      | 121     | 23              | -       | 4      | 148   |
| 2e   | 1983-1992 1993-1997                | Mourad Meziane        | 94      | 13              | 6       | 2      | 115   |
| 3e   | 1990-1995                          | Abdelhafid Tasfaout   | 60      | 3               | 3       |        | 66    |
| 4e   | 1978-1979 1987-1989 1993-1994 1996 | Lakhdar Belloumi      | 52      | 5               | 6       |        | 63    |
| 5e   | 1971-1977 1978-1979                | Sid Ahmed Belkedrouci | +44     | +9              |         |        | +54   |
| 6e   | 1963-1969                          | Karim H'mida          | 47      | 6               |         |        | 53    |
| 7e   | 2004-2008 2010-2011 2012-2016      | Seddik Berradja       | 39      | 3               |         |        | 42    |
| 8e   | 1967-1972 1973-1979                | Noureddine Hammel     | +33     | +7              |         |        | +40   |
| 9e   | 2001-2004 2006-2007 2009-2011      | Bouabdellah Daoud     | 36      | 4               |         |        | 40    |
| 10e  |                                    | Haddou Chaïb          | +27     |                 |         |        | +30   |

### Entraîneurs
Beaucoup de grand noms ont pris les commandes du Mouloudia Club d'Oran; parmi eux, des anciens footballeurs comme: Hadj Habib Draoua, Mahi Khennane, Saïd Amara qui été le premier entraîneur du MP Oran lors de la réforme sportive en 1977, Amar Rouaï qui était finaliste de la Coupe d'Afrique des Clubs Champions en 1989, des grands internationaux comme Miloud Hadefi, Lakhdar Belloumi, Tahar Chérif El-Ouazzani, Omar Belatoui.
Comme entraineurs étrangers, parmi les plus célèbres, il y avait le Portugais Carlos Gomes qui a eu le privilège de remporter le premier titre suprême avec le MC Oran de Abdelkader Fréha en 1971, le Palestinien Said Hadj Mansour, le Français Hervé Revelli, le Belge Luc Eymael.
Le 28 juin 2017, le Tunisien Moez Bououkaz est devenu le nouvel entraîneur du MC Oran. Parti à la fin de saison, il est remplacé par l'ancien gardien de but et sélectionneur marocain Badou Zaki qui a signé son contrat le 7 mai 2018 à Casablanca pour un contrat d'une saison. Cinq mois après, Badou Zaki démissionne à la suite des problèmes de gestion dans le club. Après un passage de trois mois de Omar Belatoui. Jean-Michel Cavalli fait son retour à la barre technique en février 2019 mais à défaut de résultats, il est remplacé à son tour par Nadir Leknaoui quelque temps après.

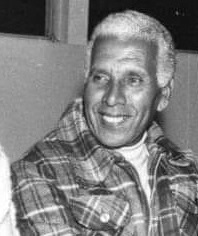
Habib Draoua
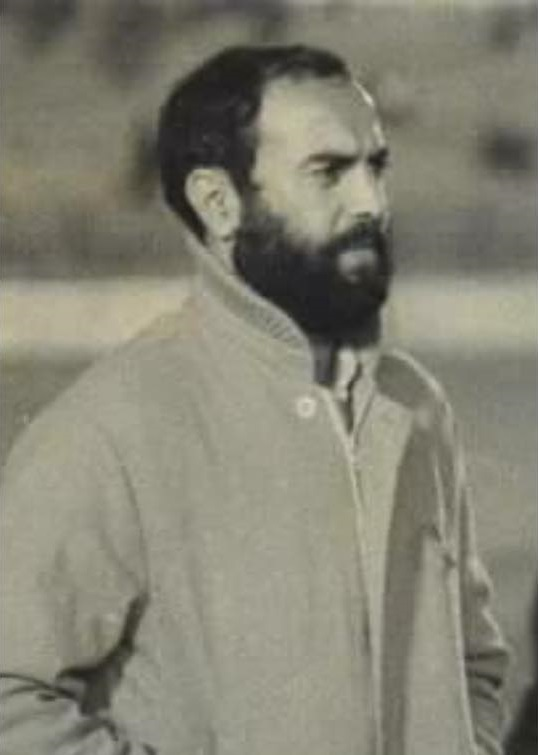
Abdellah Mecheri
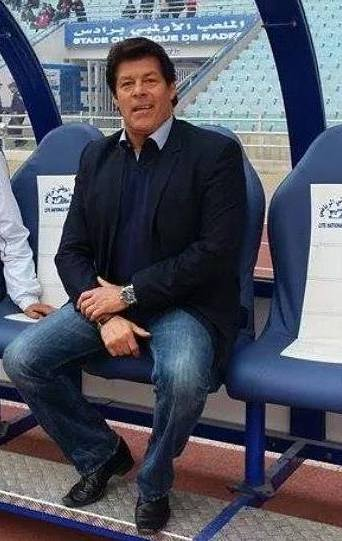
Luc Eymael
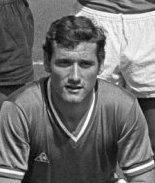
Hervé Revelli
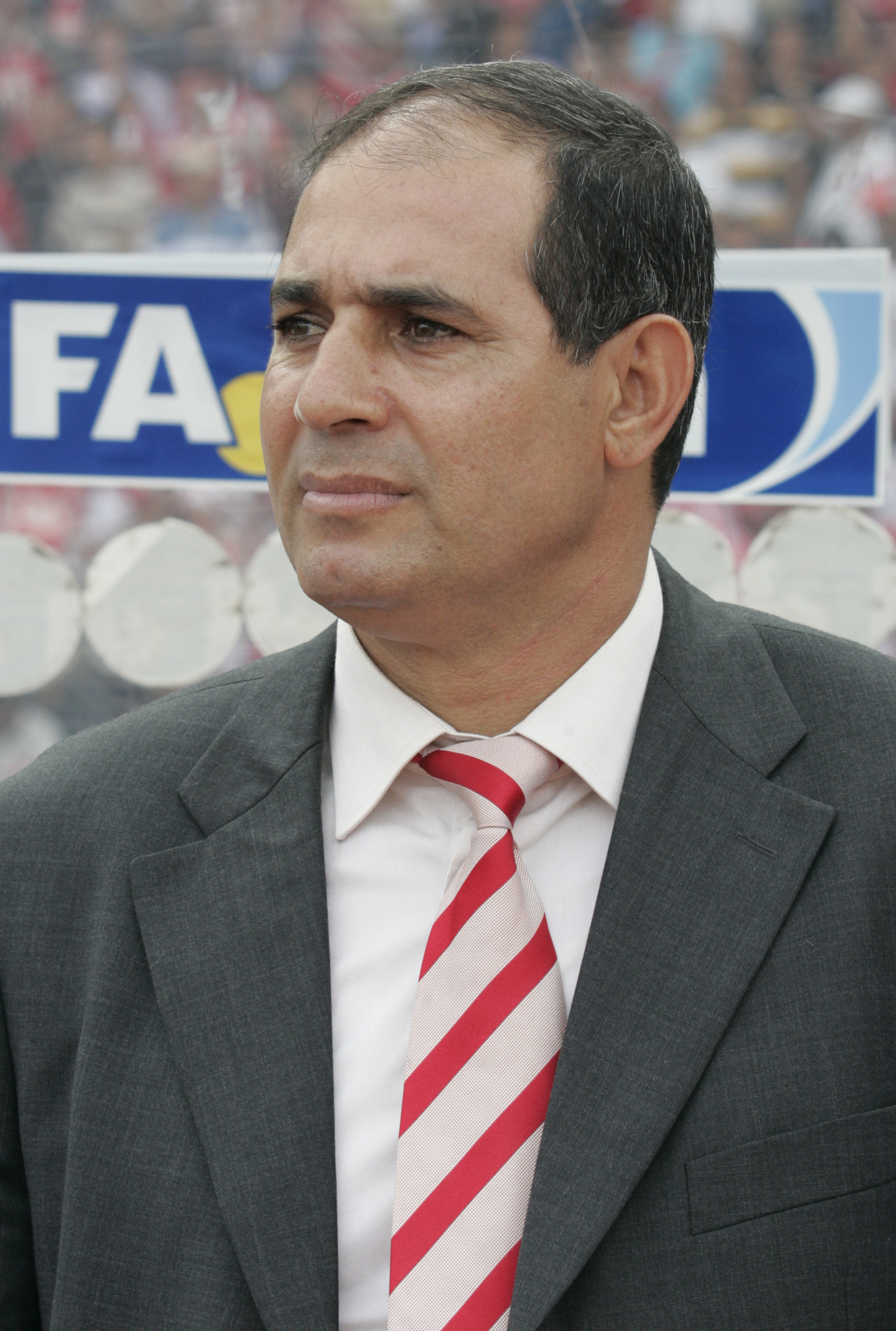
Badou Zaki

### Présidents
En juillet 2010, Tayeb Mehiaoui est élu président du Mouloudia Club Oranais. En 2011, Youcef Djebbari lui succède.
Le 18 juin 2012, Youcef Djebbari et revenu à la présidence du club après s'être retiré temporairement pour causes de problèmes internes mais aussi de santé. étant président du club depuis 2011.
Le 8 octobre 2012, Larbi Abdelilah est élu président provisoire du SSPA MCO après la crise qui règne au sein de la direction du club et après la démission de Youcef Djebbari. Abdelilah sera chargé de gérer les affaires administratives du club jusqu'à l'arrivée des responsables de Naftal. En 2013, Youcef Djebbari redeviens président.
En juin 2014, Ahmed Belhadj dit Baba est élu nouveau président de la SSPA MCO succédant ainsi à Youcef Djebbari. Il présidera le club durant cinq saisons et mis à part la troisième place obtenue lors de sa première saison de présidence en 2014-2015 et une qualification à la Coupe de la confédération 2015 dont la participation était médiocre, il n'a pas rapporter la moindre évolution au club.
En juin 2019, sous la pression de la rue, le président Baba démissionne de son poste. Le 18 juin 2019, Tahar Chérif El-Ouazzani est nommé directeur général du club avec l'appui du wali d'Oran qui cède à la pression des supporter.
Le 10 août 2020, Tayeb Mehiaoui est élu président du Mouloudia Club Oranais. Il revient diriger le club pour la deuxième fois après celle de la saison 2010-2011. Il repart le 7 février 2022 en raison d'une mauvaise gestion du club et est remplacé par Youcef Djebbari qui revient lui pour la sixième fois à la tête du club dont la dernière date de 2014.
Le 10 septembre 2023, Chakib Ghomari est nommé président du club par Hyproc Shipping Company. Il devient le premier président nommé par la société.
| Liste des présidents du MCM Oran  | Liste des présidents du MCM Oran | Liste des présidents du MCM Oran                                | Liste des présidents du MCM Oran                                 | Liste des présidents du MCM Oran           | Liste des présidents du MCM Oran |
| №                                 | Période                          | Président                                                       | Dir. sportif                                                     | Dir. musical                               |                                  |
| --------------------------------- | -------------------------------- | --------------------------------------------------------------- | ---------------------------------------------------------------- | ------------------------------------------ | -------------------------------- |
| 1                                 | 1917-1918                        | Abdelkader Bendouba                                             | Abdelkader Bendouba                                              | Bouamrane Bendouba                         |                                  |
| 1                                 | 1918-1924                        | Abdelkader Bendouba                                             | Sadok Boumaza                                                    | Djelloul Lagha                             |                                  |
| Liste des présidents du MHCM Oran |                                  |                                                                 |                                                                  |                                            |                                  |
| №                                 | Période                          | Président                                                       | Dir. sportif                                                     | Dir. musical                               |                                  |
| 2                                 | 1924-1931                        | Abdelkader Bendouba Mustapha Hadj Hacène Bachterzi              | Amara Benaouada Benchaâ Moudoub Dine Bendaoud Haouari Hadj Salah | ... Bouamer Bouzar Bentria ... Belguendouz |                                  |
| Liste des présidents du MC Oran   |                                  |                                                                 |                                                                  |                                            |                                  |
| №                                 | Période                          | Président                                                       | Dir. sportif                                                     | Dir. musical                               |                                  |
| 3                                 | 1931-1939                        | Abdelkader Bendouba                                             | Abdelkader Bendouba                                              | Houari Grine                               |                                  |
| 3                                 | 1939-1946                        | Abdelkader Bendouba                                             |                                                                  |                                            |                                  |
| Liste des présidents du MC Oran   |                                  |                                                                 |                                                                  |                                            |                                  |
| №                                 | Période                          | Président                                                       |                                                                  |                                            |                                  |
| 4                                 | 1946-1963                        | Abouna Omar Ben Daoud                                           |                                                                  |                                            |                                  |
| 5                                 | 1963-1965                        | Kada Fali                                                       |                                                                  |                                            |                                  |
| 6                                 | 1965-1968                        | Hamida Belazreg                                                 |                                                                  |                                            |                                  |
| 7                                 | 1968-1970                        | Boumediene Bentabet                                             |                                                                  |                                            |                                  |
| 8                                 | 1970-1975                        | Seddiki Baghdadi                                                |                                                                  |                                            |                                  |
| 9                                 | 1975-1982                        | Mohamed Benkada                                                 |                                                                  |                                            |                                  |
| 10                                | 1982-1989                        | Amine Mohamed Brahim Mehadji                                    |                                                                  |                                            |                                  |
| 11                                | 1989-1991                        | Ghalem Chaouch                                                  |                                                                  |                                            |                                  |
| 12                                | 1991-1994                        | Youcef Djebbari                                                 |                                                                  |                                            |                                  |
| 13                                | 1994-2000                        | Belkacem Elimam                                                 |                                                                  |                                            |                                  |
| 14                                | 2000-2003                        | Youcef Djebbari (2)                                             |                                                                  |                                            |                                  |
| 15                                | 2003-2006                        | Mourad Meziane                                                  |                                                                  |                                            |                                  |
| 16                                | 2006-2008                        | Youcef Djebbari (3)                                             |                                                                  |                                            |                                  |
| 17                                | 2008-2010                        | Belkacem Elimam (2)                                             |                                                                  |                                            |                                  |
| №                                 | Période                          | Président de la SSPA                                            | DAG                                                              | Président du CSA                           |                                  |
| 18                                | 2010-2011                        | Tayeb Mehiaoui                                                  |                                                                  | ...                                        |                                  |
| 19                                | 2011-2012                        | Youcef Djebbari (4)                                             | Tayeb Mehiaoui                                                   |                                            |                                  |
| 20                                | 2012-2013                        | Larbi Abdelilah (Président provisoire)                          | Tayeb Mehiaoui                                                   |                                            |                                  |
| 21                                | 2013-2014                        | Youcef Djebbari (5)                                             | Tayeb Mehiaoui                                                   |                                            |                                  |
| 22                                | 2014-2019                        | Ahmed Belhadj (Baba)                                            | Tayeb Mehiaoui                                                   |                                            |                                  |
| 23                                | 2019-2020                        | Conseil d'Administration                                        | Tayeb Mehiaoui                                                   | Tahar Chérif El-Ouazzani                   |                                  |
| 24                                | 2020-2022                        | Tayeb Mehiaoui (2)                                              | Hadj Bennacer                                                    | Chemseddine Bensenouci                     |                                  |
| 25                                | 2022-2023                        | Youcef Djebbari (6)                                             | Rafik Cherrak                                                    | Chemseddine Bensenouci                     |                                  |
| 26                                | 2023 0000                        | Benaouda Salah-Eddine El Habib Daho (Administrateur judiciaire) | Benaouda Salah-Eddine El Habib Daho (Administrateur judiciaire)  | Bachir Sebaâ (Président provisoire)        |                                  |
| №                                 | Période                          | Président de la SSPA                                            | Directeur sportif                                                | Président du CSA                           |                                  |
| 27                                | 2023-2024                        | Chakib Boumediene Ghomari                                       | Abdelkrim Benaouda                                               | Chemseddine Bensenouci                     |                                  |
| 27                                | 2024-2025                        | Chakib Boumediene Ghomari                                       | Mourad Meziane                                                   | Baroudi Bellelou                           |                                  |
| 28                                | 2025-0000                        | Sidi Mohamed Hadjioui                                           | Tahar Chérif El-Ouazzani                                         | Baroudi Bellelou                           |                                  |

## Effectif professionnel actuel (2024-2025)
Mise à jour:15 février 2025.

## Identité du club

### Noms
Le MC Oran a connus plusieurs modifications du nom depuis sa création.
| Mouloudia Club Musulman Oranais |
| ------------------------------- |

| Mouloudia Hamidia Club Musulman Oranais |
| --------------------------------------- |

| Mouloudia Club Oranais |
| ---------------------- |

| Mouloudia Club Oranais |
| ---------------------- |

| Mouloudia Chaâbia Ouahrania |
| --------------------------- |

| Mouloudia Pétroliers d'Oran |
| --------------------------- |

| Mouloudia d'Oran |
| ---------------- |

| Mouloudia Club d'Oran |
| --------------------- |

| Mouloudia Club Oranais |
| ---------------------- |

| Mouloudia Club d'Oran |
| --------------------- |

### Logos

1946-1977
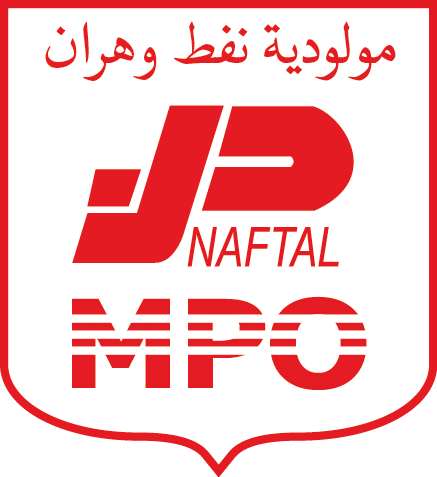
1983-1989
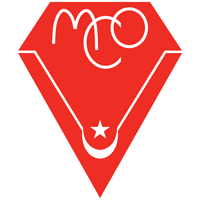
1990-2010
Années 2010
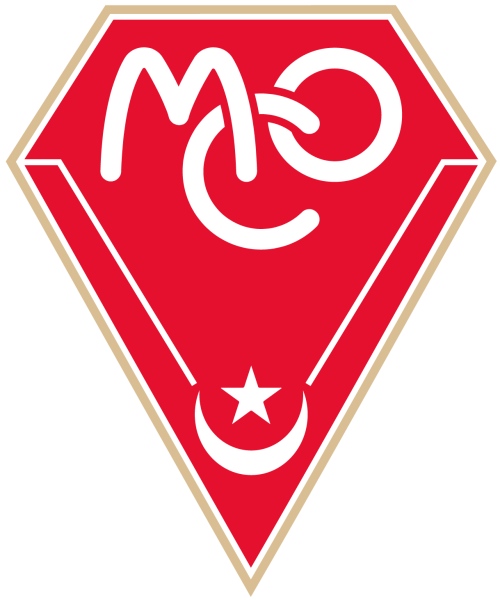
Actuel

### Maillots

#### Domicile
| 1946-1947 | 1962-1963 | 1970-1971 | 1978-1983 | 1988-1989 | 2010-2011 | 2011-2014 | 2014-2017 | 2017-2018 | 2020-2022 |  |

#### Exterieur
| 1946-1947 | 1962-1963 | 1970-1971 | 1978-1983 | 1989 | 2010-2011 | 2011-2014 | 2014-2017 | 2017-2018 | 2020-2022 |  |

## Structures du club

### Stades
Avant l'indépendance, le MC Oran a été domicilié dans le Stade des Champs des Manœuvres à Mdina Jdida, après il était dans des stades comme celui du Stade de l'ASE d'Eckmühl (actuellement Stade Allal Toula) qui se trouve au quartier Saint Antoine. Depuis l'indépendance du pays en 1962, il occupa le Stade Municipal, devenu Stade du 19 Juin, puis Stade Ahmed Zabana. Depuis la saison 2023-2024, il occupe le Stade Miloud Hadefi.

#### Stade Miloud Hadefi

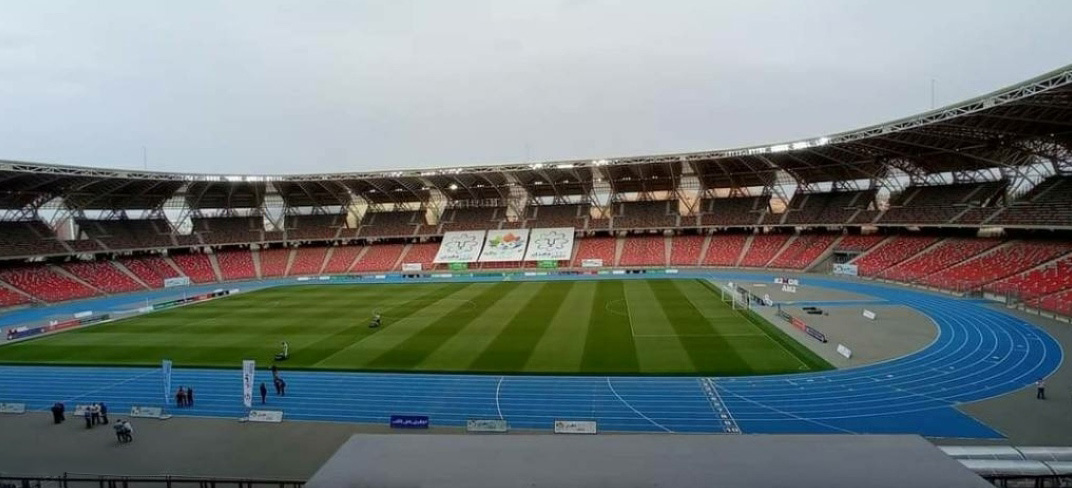
Stade olympique d'Oran

Inauguré en 2021, c'est un complexe sportif qui comprend un stade olympique et d'autres infrastructures sportives. Il devient le stade du MC Oran lors de la saison 2023-2024. Il abrite également des matchs de l'Équipe d'Algérie,.

#### Stade Ahmed Zabana

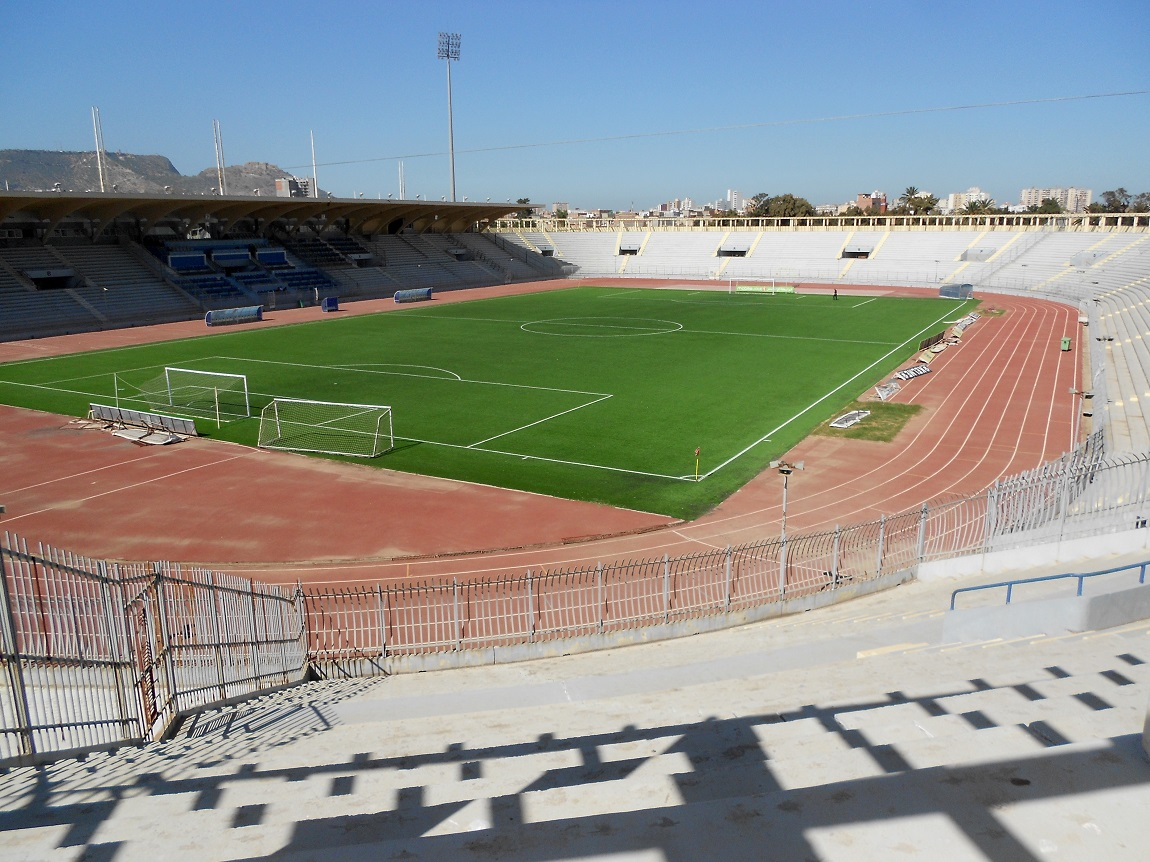
Stade Ahmed-Zabana

Construit en 1957, il était le plus grand stade en Algérie jusqu'à la construction du Stade du 5 juillet d'Alger en 1972. Anciennement nommé Parc municipal des sports, Henri Fouquès-Duparc, Stade Municipal puis Stade 19 juin. Il est doté de 40 000 places et sa situation géographique qui se situe dans l’arrondissement d’El Hamri est stratégique vu que c'est le lieu de naissance du club. Le MC Oran a pris le stade comme domiciliation après l'indépendance en 1962.

### Centre d'entraînement
Le MCO s'entraine dans plusieurs complexes et stades de la ville d'Oran. Parmi eux :
- le Stade Kaddour Keloua (ex. Stade Étienne Gay) à El-Seddikia (ex. Gambetta)
- le Stade Benyoucef Fréha à El Makarri (ex.Saint-Eugène)
- le Stade Allal Toula (ex. Stade de l'ASE) à El-Othmania (ex. Eckmühl)
- le Complexe Sportif et le Stade Allal Bessol aux Castors
- le Stade Lahouari Benahmed (ex. Stade Choupôt) à Choupôt , etc.

### Centre de formation
Lors de la première conférence de presse du nouveau conseil d'administration du MC Oran et établi par Hyproc Shipping Company et qui s'est déroulée le 04 octobre 2023 à l'Hôtel Santa Cruz à Oran. Il a été décidé la création de trois projet de formation :
- Mouloudia Football School : pour les catégories entre 6 et 12 ans.
- Académie du Mouloudia Club d'Oran : pour les catégories entre 12 et 15 ans.
- Centre de formation régional : siège à Oran et englobe toute l'Oranie (nord ouest d'Algérie).

### Sièges
- L'ancien siège du Mouloudia Club d'Oran des années 1970 et 1980 qui était fermé est inauguré à nouveau le 19 septembre 2018 en présence du président du club Ahmed Belhadj (Baba) et du wali d'Oran Mouloud Chérifi. Il se trouve au centre-ville à l'adresse du 46 rue Larbi Ben M'hidi, Hai Emir, 31000 Oran Centre.
- Le siège historique du club se trouve également au centre-ville à l'adresse du 5/7 Boulevard Abane Ramdane, 31000 Oran Centre.

## Aspects juridiques et économiques

### Aspects juridiques
Le MC Oran est un club affilié à la FAF. Le club est composé d'une association (CSA) et d'une société (SSPA). Le CSA gère la section amateur.
La société MC Oran possède le statut de Société sportive par actions (SSPA) depuis 2010. Cette SSPA comporte une direction et un conseil d'administration servant d'instrument de contrôle de la gestion du club. Elle a vocation à gérer à la fois la section professionnelle du MCO mais aussi les équipes de jeunes (des moins de douze ans jusqu'à l'équipe réserve).
L'actionnaire unique du club depuis décembre 2010, est le Club sportif amateur (CSA).

### Organigramme
L'organigramme administratif du club est le suivant :
| Noms                          | Fonctions                              |
| SSPA/MCO                      | SSPA/MCO                               |
| ----------------------------- | -------------------------------------- |
| Chakib Boumediene Ghomari     | Président de la SSPA                   |
| Fayçal Belbachir              | Vice-président de la SSPA              |
| Abdelkrim Benaouda            | Directeur sportif                      |
| Lamine Kebir                  | Manager général                        |
| Chakib Boumediene Ghomari     | Membres du CA SSPA                     |
| Fayçal Belbachir              | Membres du CA SSPA                     |
| Abdelkrim Benaouda            | Membres du CA SSPA                     |
| Ahmed Belkacemi (El-Harrachi) | Membres du CA SSPA                     |
| Lamine Kebir                  | Membres du CA SSPA                     |
| Kada Kechamli                 | Coordinateur d'équipe                  |
| Toufik Belahcene              | Secrétaire général                     |
|                               | Directeur des Finances et Comptabilité |
|                               | Chargé des ressources humaines         |
|                               | Chargé de communication                |
| Rachid Serradj                | Responsable du Comité des Supporters   |
| Hyproc Shipping Company       | Actionnaires de la SSPA                |
| CSA MC Oran                   | Actionnaires de la SSPA                |
| CSA/MCO                       |                                        |
| Baroudi Bellelou              | Président du CSA                       |
| Mohamed Hemiane               | Bureau exécutif du CSA                 |
| Boubeker Rajeh                | Bureau exécutif du CSA                 |
| Fethi Abdellaoui              | Secrétaire général                     |
| Amine Abdelmoumen             | Trésorier                              |

### Aspects économiques

#### Sponsors
| - Hyproc Shipping Company - Sonatrach - Ooredoo | - Soummam - Maghreb Emballage - Tosyali |

#### Équipementier
- 2010–11 :  Adidas
- 2011–12 :  Baliston
- 2012–14 :  Baeko
- 2014–18 :  Sarson Sports USA
- 2018–22 :  Kelme
- 2022–00 :  Macron

### Médecine du sport
Le 20 mai 2021, le MC Oran signe une convention avec la Clinique Iris d'Oran pour la prise en charge de cette dernière du club, en matière de médecine du sport.

### Médias et communication
Le 28 mai 2023, le journaliste Amine Lamri est désigné comme chargé des médias et de la communication du club, il fait aussi office de porte-parole.

## Culture populaire

### Le doyen de la D1
Si le parcours du MC Oran est couronné de nombreux trophées et titres nationaux, il a néanmoins échappé de justesse à la relégation par trois fois. La première fois en 1970, et ce, en remportant un match décisif contre le club du CR Belouizdad. La saison suivante, le MCO gagne avec le même effectif son premier titre le championnat d’Algérie.
La seconde fois où le MC Oran doit échapper à la relégation, c'est en 1983 en battant à Alger l'USM Alger qui jouait aussi sa survie conte la relégation un but à zéro, dans un match mythique au Stade Omar Hamadi (stade Bologhine à l'époque). La saison suivante, en 1984, le MCO remporte la Coupe d'Algérie avec une nouvelle vagues de jeunes joueurs talentueux tels que Mourad Meziane, Tahar Cherif El-Ouazzani, Bachir Mecheri, Arezki Lebbah, sous la conduite de Abdellah Mecheri, contre le JH Djazaïr à Batna.
La 3e fois en 2006, le MCO échappe à la relégation grâce à une victoire contre la JS Kabylie à Oran 3 buts par 1 dans l'avant dernière journée du championnat 2006/2007, mais le club ne poursuit pas cette fois par un titre, même s'il s'était quelque peu ressaisi durant la phase retour du Championnat.
La saison 2007/2008 a été, quant à elle fatale puisque après avoir lutté jusqu'au bout, le MC Oran rétrograde en Division 2. Le nul arraché lors de la dernière journée à Chlef, contre l'équipe locale, n'est pas suffisant pour le sauver, mais le MC Oran ne reste en Division 2 qu'une seule saison puisqu'il accède à la Division 1 la saison suivante en 2009.

### Supporters

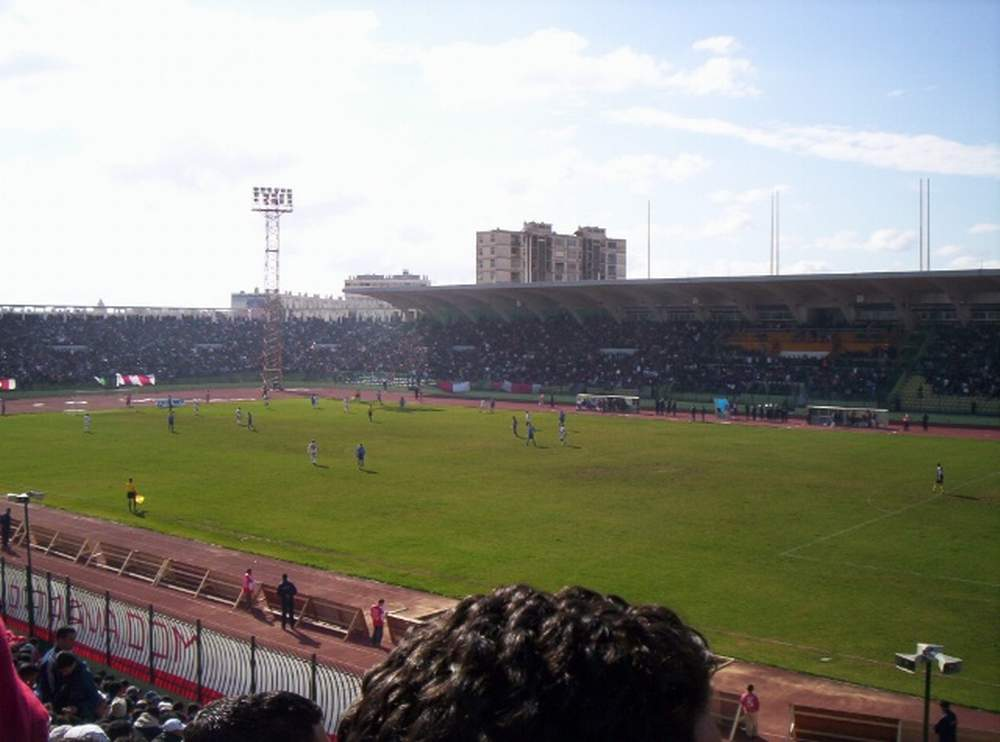
Les Hamrawa lors d'un Match du MC Oran

Le Mouloudia d'Oran est l'un des clubs les plus populaires en Algérie il est doté d'une popularité dans tout le territoire national. À Oran, la deuxième ville du pays, il est incontestablement le club le plus populaire et ses supporters sont appelés les Hamraouas, du nom du quartier du club El Hamri.
Il dispose également d'associations de supporters organisées comme les Ultras Red Castle, les Ultras Leones Rey et les Ultras Red King.

### Rivalités
- ASM Oran : Une rivalité qui correspond au derby la plus important de la ville. Une rivalité qui date de l'époque coloniale vue que les deux clubs cohabitent dans deux quartiers voisins. Le «Mouloudia» et la «Jam'îya» ont une rivalité qui a commencé lors du premier match de championnat entre les deux clubs devenant le derby numéro un de la ville et l'un des plus importants du pays.

- USM Bel Abbès : Appelé le Derby de l'Ouest, la rivalité avec l'USM Bel Abbès reste la confrontation la plus importante de l'Oranie (Ouest d'Algérie), les deux clubs sont connus par leurs grandes villes, l'importance de leurs supporters et leur qualité de jeu.

- CR Belouizdad : Un autre rivalité avec le CR Belouizdad, surnommé le Super-clasico, il est considéré comme l'une des confrontations les plus importantes du pays. Cette rivalité dispose de nombreux records, parmi eux le plus grand nombres de confrontations en Ligue 1 étant donné qui ont joué le plus de saisons en division une ainsi que le plus grands nombre de buts marqués dans l'ensemble de leurs confrontations.

## Autres équipes

### Équipe réserve et sections de jeunes
Le club est représenté en plus de l'équipe sénior, d'une équipe réserve qui équivaut aux U-21. le club dispose également des catégories des jeunes qui sont les U-19, U-17 et U-15. Toutes ses catégories participent respectivement au championnat et en coupe d'Algérie, chacune dans leur catégories.

### Section féminine
En 2022, la Confédération africaine de football (CAF) a établi une règle exigeant aux clubs engagés dans compétions continentale à disposé de section féminine représentant une équipe sénior. En 2023, le Mouloudia Club d'Oran créé sa première section féminine avec les catégories des U-13 avec comme entraineur Sihem Bouchiche. Cette initiative entre dans la future formation et création d'une équipe féminine sénior. Le 30 octobre 2024, le club lance un appel de recrutement de joueuses de football pour les U-13 mais aussi pour la création de deux nouvelles catégories, les U-12 , les U-15 et les U-16. Lors de la saison 2025-2026, le club va créer la section sénior.

### Autres sections
Le MC Oran est un club omnisports qui a connu plusieurs sections sportives dans son histoire, actuellement en plus de la section football seule la section handball existe.
- Mouloudia Club d'Oran (handball)